# Liste der Baudenkmäler in Berchtesgaden

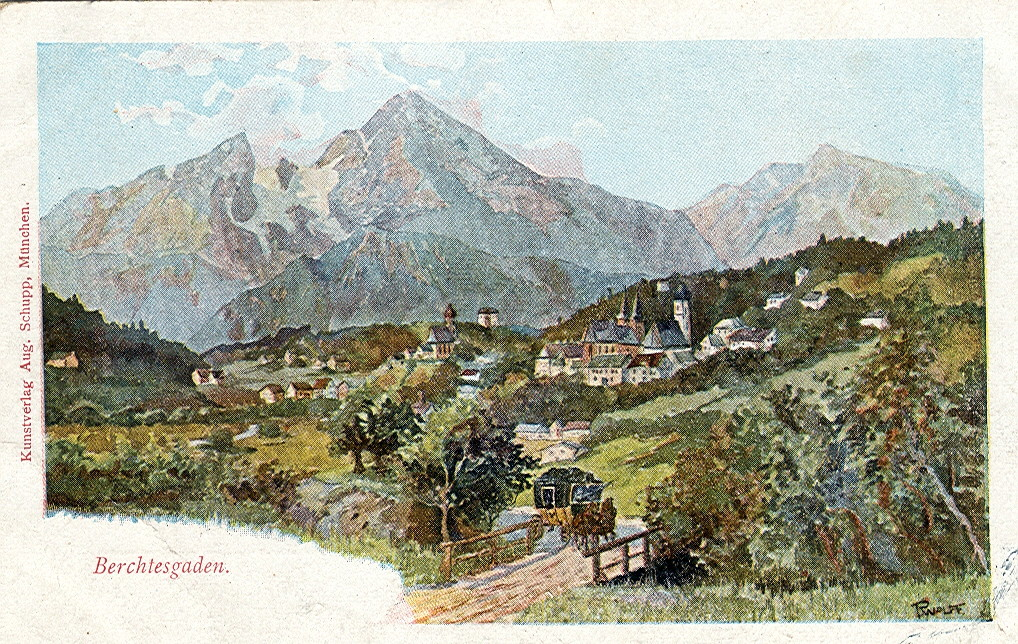
Berchtesgaden – Ansichtskarte

Auf dieser Seite sind die Baudenkmäler in dem oberbayerischen Markt Berchtesgaden zusammengestellt. Diese Tabelle ist eine Teilliste der Liste der Baudenkmäler in Bayern. Grundlage ist die Bayerische Denkmalliste, die auf Basis des Bayerischen Denkmalschutzgesetzes vom 1. Oktober 1973 erstmals erstellt wurde und seither durch das Bayerische Landesamt für Denkmalpflege geführt wird. Die folgenden Angaben ersetzen nicht die rechtsverbindliche Auskunft der Denkmalschutzbehörde.

## Ensembles

### Ensemble Marktplatz

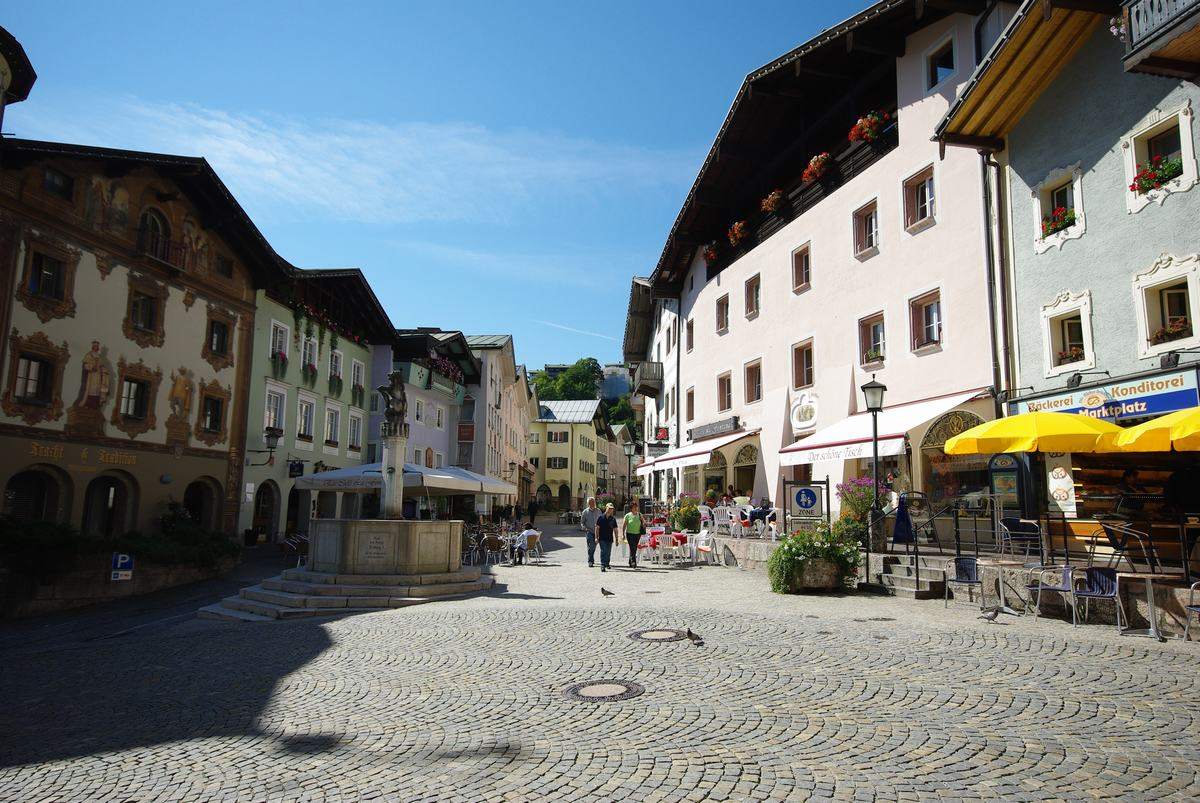
Marktplatz in Berchtesgaden

Das Ensemble umfasst den geschlossen bebauten historischen Markt, das bürgerliche Zentrum der Marktgemeinde und der ehemaligen gesamten Fürstpropstei. Es handelt sich um einen Straßenzug, der – nur vom Neuhausbogen von diesem getrennt – sich in südwestlicher Richtung unmittelbar an den Stifts- und Residenzbereich anschließt (vgl. Ensemble Schlossplatz).
Nur im Nordteil des Marktes, vor der Durchfahrt zum Stift, konnte sich ein kleiner dreieckiger eigentlicher Platz ausbilden, der durch die alte Stiftstaverne aus dem 16. Jahrhundert, das Neuhaus, gegen die Stiftsbauten hin abgegrenzt wird; die etwa zwei Dutzend bürgerlichen Anwesen drängen sich dagegen auf dem nach Südwesten zunehmend schmäleren Bankett eines Ausläufers des Priestersteins, dessen größte Fläche im Osten das Stift einnimmt. Der begrenzte Raum erzwang bis zu vier Geschosse hohe Häuser, die mit ihren giebelständigen, weit vorstehenden Flachsatteldächern zwar alpenländisch bäuerliche Abkunft belegen, in Größe, Bauart und Ausgestaltung aber ebenso ihren bürgerlichen Eigencharakter behaupten wie sie sich auch von den Residenzbauten, vor allem durch ihre Dächer, bewusst unterscheiden.
Fast alle Gebäude sind spätmittelalterlichen Ursprungs und wurden jahrhundertelang von den Familien alteingesessener Handelsleute, voran die Holzwaren- und Spielzeugverleger, bewohnt. Die Fassaden einiger dieser durchgängig verputzten Bauten erhielten zu Beginn des 19. Jahrhunderts eine reiche, seitdem mehrfach erneuerte Empire-Stuckierung. Mit dem Umbau und der Bemalung des Hirschenhauses, eines Eckgebäudes, durch August Thiersch und mit der gotisierenden Ausgestaltung des Marktbrunnens setzte das spätere 19. Jahrhundert besondere Akzente im Platzbild. Die neuere Zeit hat die historischen Bauten weitestgehend bewahrt, allerdings haben großflächige Schaufenster- und Passagen-Einbrüche zum Teil entstellende Wirkung, wie auch durch den Neubau Nr. 24 die ehemalige größere Geschlossenheit des Platzes an seinem Westende leider aufgegeben worden ist.
Aktennummer: E-1-72-116-1

### Ensemble Nonntal

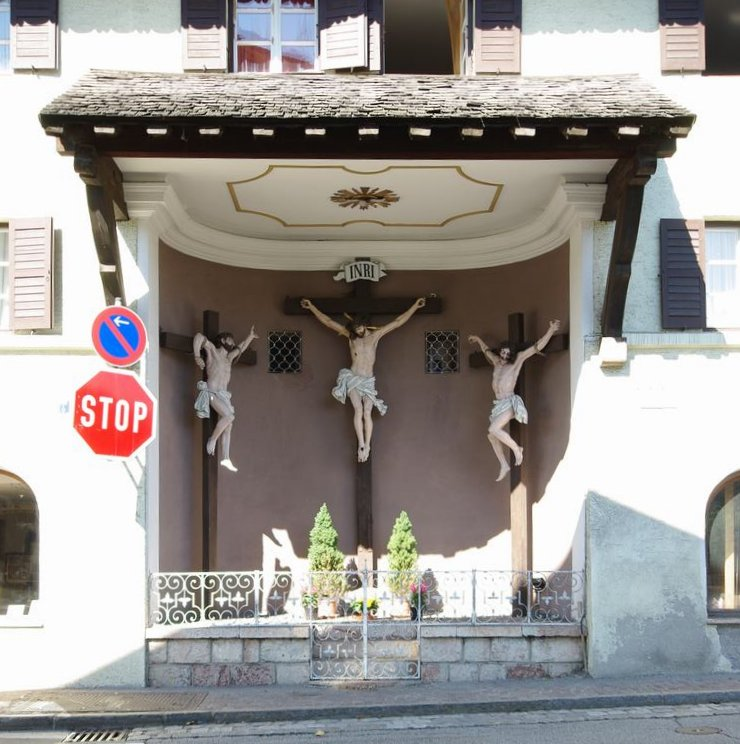
Nonntal: Kreuzigungsgruppe

Während sich der bürgerliche Markt nur auf dem schmalen Plateau südwestlich des Stiftskomplexes entfalten konnte, stand für weitere bürgerliche Bebauung im 17. Jahrhundert nur nordöstlich des Stifts, anschließend an die ehemalige Schranne auf dem heutigen Rathausplatz und die bürgerliche Pfarrkirche St. Andreas, ein schmaler Geländestreifen längs der alten Salzburger Straße zur Verfügung.
An der Hangseite, am Fuß des Locksteins, entstand hier eine Zeile bürgerlicher Bauten, unter denen ein Stiftsbau, das Kanzlerhaus, herausragt. Es handelt sich, mit Ausnahme des dominierenden Amtsbaus, um zwei- bis viergeschossige verputzte Handwerker-, Wohn- und Gasthäuser, meist aus dem 17. Jahrhundert stammend, mit giebelständigen Flachsattel-, auch mit Schopfwalmdächern, zum Teil mit stuckierten Fassaden. Das lebendige Bild des Ensembles wird wesentlich durch die verschieden hohen Firste bestimmt; auch einzelne alte Hausgärten tragen dazu bei. Die talseitige Bebauung der Straße aus dem 19. Jahrhundert hat sich zum Teil störend auf das historische Bild der Bautenzeile am Hang ausgewirkt.
Aktennummer: E-1-72-116-2

### Ensemble Schlossplatz

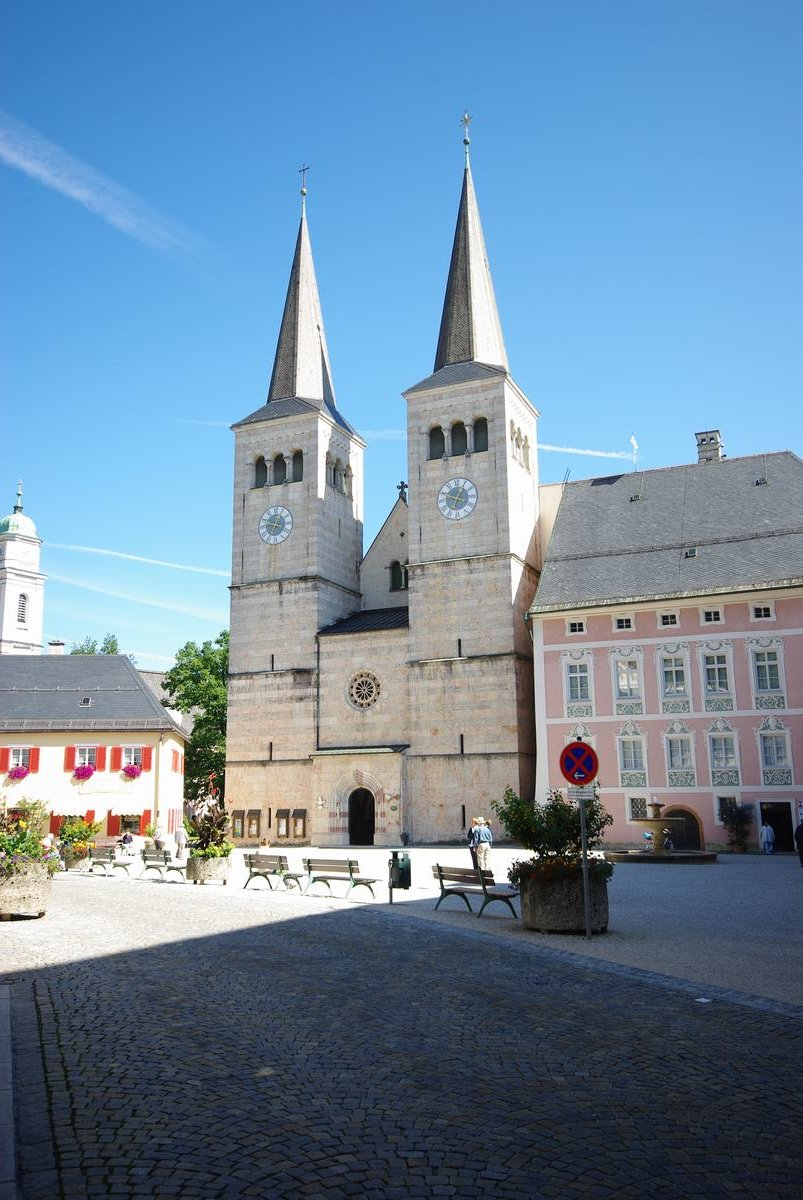
Blick auf den Schlossplatz

Der Schlossplatz ist mit seinen Bauten eindrucksvolles Denkmal der 700-jährigen Geschichte der Fürstpropstei Berchtesgaden. Er ist der historische, geistliche und herrschaftliche Mittelpunkt dieses kleinen geistlichen Staates, der aus der Stiftung eines Augustiner-Chorherrenklosters um 1102 durch den Grafen Berengar von Sulzbach hervorgegangen ist.
Berengar erfüllte damit das Vermächtnis seiner Mutter Irmgard, und Eberwein, der erste Propst, besiedelte unter Schwierigkeiten die extrem abseits im Hochgebirge gelegene Gründung mit Mönchen aus dem Ammergauer Kloster Rottenbuch. Die Stiftsanlagen wurden auf dem Priesterstein errichtet, einem Plateau, das nach Osten steil abfällt; der Erzbischof von Salzburg weihte 1122 die erste, wohl hölzerne Kirche, den Vorgänger der bestehenden, das Platzbild beherrschenden ehemaligen Stifts-, jetzigen Pfarrkirche, die in wesentlichen Teilen romanischen Ursprungs ist und um 1200 mit einer Doppelturmfassade erbaut wurde. Gleichzeitig entstand der romanische Kreuzgang an der Südseite, dessen Bauschmuck bestimmte Bindungen des Stifts an das staufische Königtum anschaulich macht, durch das es eine Reihe hoheitlicher Rechte – unter anderen das später so wichtige auf den Salz- und Erzbergbau – erhalten hatte, die schließlich Grundlage für die 1294 erreichte Reichsunmittelbarkeit wurden. Aus dieser Zeit des politischen Aufstiegs stammt der große frühgotische Chor der Stiftskirche (1283–1303); im Kloster, das gleichzeitig ausgebaut wurde, entstand vor allem das Dormitorium, eine vornehme zweischiffige gewölbte Halle.
Die Bebauung des Schlossplatzes auf der Westseite geht auf die Zeit der schweren Auseinandersetzungen mit dem benachbarten Erzstift Salzburg im 14./15. Jahrhundert um den Salzabbau zurück. Fürstpropst Bernhard von Leoprechting ließ hier zunächst den Getreidekasten und das Kassierhaus erbauen und längs zu deren westlichen Rückseiten eine Schildmauer ziehen, wodurch der Platz eine zwingerartige Einfassung erhielt. In der 1. Hälfte des 16. Jahrhunderts äußerte sich die neu gewonnene Unabhängigkeit von Salzburg und die wirtschaftliche Blüte des Stifts (Salzbergbau, Holzwarenproduktion) unter den Fürstpröpsten Gregor Rainer und Wolfgang Griesstätter auch in gesteigerter Bautätigkeit. Dem fürstlichen Anspruch genügte das romanische, zum Teil überbaute Klostergeviert nicht mehr; ihm wurde 1532–48 westlich der Propsteitrakt vorgelegt, der in der Flucht der Westfront der Kirche steht. Die Klostergebäude selbst wurden aufgestockt, das romanische Langhaus der Kirche war schon um 1510 im spätgotischen Stil umgebaut worden. An der Westseite des Platzes wurden der Getreidekasten und das Kassierhaus durch Zwischenbauten zusammengefasst; der neu gewonnene Langtrakt erhielt an der Schlossplatzseite die eindrucksvollen Erdgeschosslauben über Rotmarmorpfeilern. Die Ausgänge des Platzes im Norden und Südwesten wurden durch überbaute Torbögen geschlossen, wobei im Südwesten, vor dem Ausgang in den bürgerlichen Markt, der durch einen weiteren Bogen abgegrenzte hofartige Bereich vor der ehemaligen Fronveste seine Gestalt erhielt; im Norden bildeten der an den Bogen angeschlossene Kopfbau der Stallmeisterei, danach der 1811 aufgelassene Friedhof, die Grenze gegen das bürgerliche Nonntal.
Die Barockzeit brachte erst spät bauliche Bereicherungen und Akzente, da die drei aufeinander folgenden Fürstpröpste aus dem Hause Wittelsbach, zugleich Erzbischöfe von Köln, nicht in Berchtesgaden residierten; trotzdem wurde der bayerische Einfluss in der Fürstpropstei damals dominierend. Wesentliche Veränderungen erfuhr die Südseite des Platzes mit dem Ausbau des Südtrakts als zweitem Residenzflügel, nachdem zunächst das spätmittelalterliche Kanzleigebäude überbaut bzw. adaptiert, dann der Zwischenraum bis zur Propstei (Westflügel) geschlossen und dann Ende des 18. Jahrhunderts, kurz vor der Aufhebung des Stifts 1803, dem neuen Trakt noch sieben Achsen durch den letzten Fürstpropst von Schroffenberg angefügt wurden. Die reichen Fassadenstuckaturen, die den herrschaftlich-residenzhaften Charakter des Platzes unterstreichen, entstanden 1725 am Propsteibau, 1781/84 am Südtrakt. Im 17./18. Jahrhundert erfuhr auch die mittelalterliche Bastion an der Südostecke des Stiftsbezirks ihre Verwandlung zum barocken Garten, in welchem nun auch zwei kleine Stiftsherrenhäuser noch Platz fanden.
Der Vorliebe der Wittelsbacher für die Berchtesgadener Landschaft und dem romantischen Landschaftsverständnis, hier der Hochgebirgsromantik, verdanken die beiden großen Stiftstrakte eine weitere Funktion als königliche Sommerresidenz bis 1918, die die Pflege der Bauten einschloss und ihnen durch die bedeutenden Kunstsammlungen des Kronprinzen Rupprecht neue Bedeutung verlieh. Dem 19. Jahrhundert gehören auch die von Heinrich Hübsch 1856–64 wieder aufgebauten Türme der Stiftskirche an, die durch Blitzschläge 1596 und 1819 ruiniert worden waren.
Aktennummer: E-1-72-116-3

## Baudenkmäler nach Ortsteilen

### Berchtesgaden
| Lage | Objekt | Beschreibung | Akten-Nr.               | Bild |
| --- | --- | --- | ----------------------- | --- |
| Am Brandholz 2 1/2 (Standort)                                                                            | Kapellenbildstock des ehemaligen Brandhoflehens | Verputzte Nischenanlage mit vorkragendem verschindeltem Schopfwalmdach und Putzgliederung, modern bezeichnet 1682; mit Ausstattung | D-1-72-116-66 Wikidata  | Kapellenbildstock des ehemaligen Brandhoflehens                                                                                  |
| Am Fischerbichl; Nähe Maximilianstraße (Standort)                                                        | Denkmal für Ludwig Ganghofer | Rotmarmorstele mit Bronzeporträt, 1925 | D-1-72-116-93 Wikidata  | BW |
| Am Kugelfeld (Standort)                                                                                  | Feldkreuz, dem ehemaligen Kugelfeldlehen zugehörig | Farbig gefasster Holzcorpus, 18. Jahrhundert | D-1-72-116-10 Wikidata  | Feldkreuz, dem ehemaligen Kugelfeldlehen zugehörig                                                                               |
| Am Mühlbach 5 (Standort)                                                                                 | Wohnhaus | Zweigeschossiger verputzter Flachsatteldachbau mit giebelseitiger Laube, biedermeierlich, 1823 Bildstock, abgefaste Marmorsäule mit viereckigem Aufsatz, 16. Jahrhundert | D-1-72-116-2 Wikidata   | weitere Bilder |
| Bahnhof Berchtesgaden; Nähe Bahnhofplatz; Bahnhofplatz 2 (Standort)                                      | Bahnhof Berchtesgaden | Repräsentative mehrteilige Anlage in der Formensprache des monumentalen Heimatstils, von Ernst Stroebel und der Reichsbahndirektion München, 1937–1940: Hauptbau mit Schalterhalle, Bahnhofsgaststätte und Reisebüro dreigeschossig mit Walmdächern, Arkaden-Eingängen, hohen Fensteröffnungen und rundem Eck-Erkerturm, Schalterhalle im Innern mit historischer Ausstattung und zwei Wandbildern von Maria Harrich, 1940 und 1951, nach Nordosten eingeschossiger Zwischenbau mit Dachterrasse und anschließender ehemaliger separater Warte- und Empfangshalle verbunden, zweigeschossiger Walmdachbau mit Natursteinportal, im Südwesten angeschlossen zweigeschossiger Verwaltungsbau mit Flachsatteldach, bezeichnet „1937“, Wandbild von Maria Harrich und Treppenaufgang mit Wandbrunnen von Paul Rasp Bahnhofsbedachungen, genietete Perrondachstützen, gleichzeitig Fußgängerüberweg, genietete Eisenkonstruktion auf zwei Betonpfeilern, mit Portalen und integriertem Treppenaufgang im westlichen Gebäudeteil, nördlich Widerlager mit Natursteinquadern, bezeichnet „1937“ | D-1-72-116-7 Wikidata   | weitere Bilder |
| Bahnhofplatz 4 (Standort)                                                                                | Postamt | Dreigeschossiger Bau mit Walmdach, an das Bahnhofsgebäude angeschlossen, nach Entwürfen der Oberpostdirektion München, Franz Holzhammer, Hans Schnetzer und Walther Schmidt, um 1936/37, an der Ostseite Rotmarmortafel, verschleppte Bauinschrift für einen Bau des Georg Geigendaller von 1520, mit Wappenrelief | D-1-72-116-8 Wikidata   | weitere Bilder |
| Bahnhofplatz 6 (Standort)                                                                                | Stellwerk | Freistehender dreigeschossiger Bau mit flachem Walmdach, um 1940 | D-1-72-116-9 Wikidata   | Stellwerk |
| Bahnhofstraße 1; Bahnhofstraße 1 1/2 (Standort)                                                          | Pfieselmeisterhaus, Wohnhaus | Zweigeschossiger Putzbau mit Krüppelwalmdach und Hausfigur, wohl 17. Jahrhundert | D-1-72-116-3 Wikidata   | weitere Bilder |
| Bahnhofstraße 2 1/2 (Standort)                                                                           | Aignerhaus, Wohnhaus | Zweigeschossiger verputzter Flachsatteldachbau mit Laube, 1622 | D-1-72-116-4 Wikidata   | weitere Bilder |
| Bahnhofstraße 4 (Standort)                                                                               | Krittianhaus, Wohnhaus | Zweigeschossiger verputzter Flachsatteldachbau mit Laube, 1651 | D-1-72-116-5 Wikidata   | weitere Bilder |
| Bayerstraße 7, Bayerstraße 9 (Standort)                                                                  | Villa Bayer, großzügig angelegtes Anwesen für den Großkaufmann Josef Bayer, Prag | Asymmetrische Zweiflügelanlage mit Schopfwalmdächern, Putzgliederungen und hölzernen Fensterumrahmungen, in historisierender Formensprache, von Architekt Warschek, 1874, Madonnenfresko von Severin Benz Ehemaliges Bedienstetengebäude, erdgeschossiger Flachsatteldachbau mit Mittelrisalit und Putzgliederung, Kniestock mit Zierfachwerk, gleichzeitig Villengarten, mit Brunnen und Terrassenanlage, gleichzeitig | D-1-72-116-11 Wikidata  | weitere Bilder |
| Bergwerkstraße 10 1/2 (Standort)                                                                         | Ehemaliges Wachhaus an der Schießstättbrücke, Torhaus des einstigen Führersperrgebiets Obersalzberg | Eingeschossiger Flachsatteldachbau, verputzter Massivbau mit Vordach über Sprengwerkskonstruktion und Unterbau aus Quadermauerwerk, bezeichnet „1937“ | D-1-72-116-281 Wikidata | weitere Bilder |
| Bergwerkstraße 12 (Standort)                                                                             | Ehemaliges Heimatmuseum, jetzt Schnitzschule | Zweigeschossiger Flachsatteldachbau mit Erker und reich gestaltetem zum Teil bemaltem Holzwerk im Giebel, im Heimatstil, von Franz Rank, 1905 | D-1-72-116-15 Wikidata  | weitere Bilder |
| Bräuhausstraße 1 (Standort)                                                                              | Wildmeisterhaus | Wohnhaus, zweigeschossiger verputzter Flachsatteldachbau mit Rundbogenportal und traufseitiger Laube, bezeichnet „1608“ Ehemaliger Hühnerstall, kleiner Schopfwalmdachbau, zweite Hälfte 19. Jahrhundert | D-1-72-116-17 Wikidata  | weitere Bilder |
| Bräuhausstraße 11 (Standort)                                                                             | Villa | Zweigeschossiger Bau mit flachem Walmdach, Mittelrisalit, Standerker und Putzgliederungen, spätklassizistisch, im Kern erste Hälfte 19. Jahrhundert, erneuert 1934 | D-1-72-116-18 Wikidata  | weitere Bilder |
| Bräuhausstraße 13, Bräuhausstraße 15, Bräuhausstraße 16, Bräuhausstraße 17, Bräuhausstraße 18 (Standort) | Hofbrauhaus Berchtesgaden, gegründet 1645 durch Fürstpropst Ferdinand, Herzog von Bayern und Kurfürst zu Köln, im 19. Jahrhundert. sukzessive aus- und angebaut                                                                                                 | Neues Brauhaus und Verwaltungssitz, stattlicher viergeschossiger Schopfwalmdachbau mit Traufkehle, Erkern und Putzgliederungen mit rückwärtig angeschlossenem Kesselhaus, erdgeschossiger Satteldachbau mit Dachreiter und Kamin, im Heimatstil, von Franz Zell und Theodor Ganzenmüller, 1906; mit Ausstattung Altes Brauhaus mit ehemaliger Mälzerei, jetzt Bräustüberl, zweigeschossiger verputzter Gruppenbau mit flachem Satteldach und Walmdächern sowie marmornem Eingangsportal, im Kern 17. Jahrhundert, westlicher Bereich mit ehemaliger Malztenne, bezeichnet „1842“, südlicher Bereich mit ehemaliger Mälzerei, 1885, Umbau zum Bräustüberl, bezeichnet „1910“, erweitert und erneuert 1928 Abfüllerei und Lagerkeller, zweigeschossiger Flachsatteldachbau, 1888 errichtet, Umbau 1906 Maschinenhaus, zweigeschossiger Backsteinbau mit Walmdach und Vorschussmauer und Lisenengliederung, 1896 ehemalige Ochsenstallungen, erdgeschossiger Massivbau mit Schopfwalmdach, bezeichnet „1849“ Turbinenhaus, Walmdachbau mit hoher Befensterung, um 1920; mit Ausstattung     | D-1-72-116-295 Wikidata | weitere Bilder |
| Bräuhausstraße 14 (Standort)                                                                             | Ehemalige Pfister-Mühle, ehemalige Mühle und Bäckerei | Stattlicher dreigeschossiger Schopfwalmdachbau mit vorgelagertem Nebengebäude, im Kern Anfang 17. Jahrhundert, Figurennische bezeichnet „1711“, neubarocke Putzgliederung und Loggien-Ausbauten von Georg Zimmermann, um 1910 | D-1-72-116-20 Wikidata  | weitere Bilder |
| Brüggengasse 1, Nähe Brüggengasse (Standort)                                                             | Wohnteil des ehemaligen Brüggenlehens | Im Kern 18. Jahrhundert, ausgebaut und aufgestockt zum Landhaus Graf Seinsheim, zweiflügelige zweigeschossige Anlage mit flachem Satteldach und verbrettertem Kniestock, Fassadenschmuck in Form von Schießscheiben, 1897 Remise, zweigeschossiger Putzbau mit Pyramidendach, um 1920 | D-1-72-116-23 Wikidata  | weitere Bilder |
| Doktorberg 4 (Standort)                                                                                  | Ehemaliges Hofrichterhaus | Repräsentativer palaisartiger Bau, dreigeschossig mit Walmdach, Dachwerk bezeichnet „1707“, seitliche Erweiterung, zweite Hälfte 19. Jahrhundert, Stuckfassaden erneuert | D-1-72-116-27 Wikidata  | weitere Bilder |
| Doktorberg 4 (Standort)                                                                                  | Bildstock | Nagelfluhsäule mit Aufsatz, zweite Hälfte 16. Jahrhundert | D-1-72-116-28 Wikidata  | weitere Bilder |
| Doktorberg 5 (Standort)                                                                                  | Steinmetzenlehen | Zwiehof, Wohnspeicherhaus, zweigeschossiger massiver Putzbau mit Krüppelwalmdach, um 1700 Stallstadel, zweigeschossiger Flachsatteldachbau mit massivem Erdgeschoss, erste Hälfte 19. Jahrhundert, durch Zwischenbau mit Treppenanlage miteinander verbunden | D-1-72-116-29 Wikidata  | weitere Bilder |
| Doktorberg 6 (Standort)                                                                                  | Ehemaliges Amtsgebäude | Schlossartiger zweigeschossiger Bau mit Mansardwalmdach, Sandsteinportal und Putzgliederung, neubarock, um 1910; derzeit (2023) Hauptsitz der Verwaltung vom Nationalpark Berchtesgaden | D-1-72-116-30 Wikidata  | Ehemaliges Amtsgebäude |
| Doktorberg 8 (Standort)                                                                                  | Hofmusikerhaus, Wohnhaus | Dreigeschossiger Flachsatteldachbau, beide Obergeschosse in Blockbauweise, 1631, verändert erste Hälfte 19. Jahrhundert Angefügter Traufseitbau mit verbretterten Obergeschossen, zweite Hälfte 19. Jahrhundert | D-1-72-116-31 Wikidata  | weitere Bilder |
| Doktorberg 8, Doktorberg 10 (Alte Reichenhaller Straße) (Standort)                                       | Stützmauern eines steilen Straßenzuges | Bruchstein, 18. Jahrhundert | D-1-72-116-24 Wikidata  | Stützmauern eines steilen Straßenzuges                                                                                           |
| Doktorberg 10 (Standort)                                                                                 | Wohnhaus | Dreigeschossiger Putzbau mit flachem Walmdach, im Kern 18. Jahrhundert | D-1-72-116-32 Wikidata  | Wohnhaus |
| Doktorberg 18 (Standort)                                                                                 | Wohnhaus | Schmaler zweigeschossiger Traufseitbau mit Schopfwalmdach, erste Hälfte 19. Jahrhundert | D-1-72-116-33 Wikidata  | Wohnhaus |
| Doktorberg 24 (Standort)                                                                                 | Bildstock | Abgefaster Nagelfluhpfeiler mit Bildnische aus Rotmarmor, 16./17. Jahrhundert | D-1-72-116-35 Wikidata  | Bildstock |
| Doktorberg 26 (Standort)                                                                                 | Ehemaliges Kranken- und Siechenhaus, sogenanntes Doktorhaus bzw. Altes Krankenhaus | Mächtiger zweigeschossiger Massivbau auf quadratischem Grundriss mit steilen Kreuzgiebeldächern, dendrochronologisch datiert 1709/11, im Kern älter, 1844 mit Hilfe der Krankenhausstiftung König Ludwigs I. revitalisiert | D-1-72-116-36 Wikidata  | weitere Bilder |
| Franziskanerplatz, Baumgartenallee 5, Nähe Schroffenbergallee (Standort)                                 | Alter Friedhof | Nördlich an die Franziskaner-Klosterkirche anschließende, auf dem Steilhang angelegte Terrasse, 1685, erweitert 1806, mit zahlreichen Grabdenkmälern des 19. und frühen 20. Jahrhunderts Friedhofsmauer, mit zahlreichen Grabplatten des 17. bis frühen 19. Jahrhunderts; Darunter klassizistisches Grabdenkmal für den mit 117 Jahren verstorbenen Anton Adner aus der Schönau (1705–1822), im Auftrag König Max I., aus Eisenguss, 1822 Friedhofskreuz, aus Holz, farbig gefasst, um 1800 | D-1-72-116-41 Wikidata  | weitere Bilder |
| Franziskanerplatz 1 (Standort)                                                                           | Ehemaliger Lebzelterladen und Wachszieherei; zeitweise auch „Bilderstüberl“ bzw. Verkaufsraum für Holzschnitte von Fritz Richter | Kleiner eingeschossiger Massivbau mit vorkragendem Krüppelwalmdach, Portal bezeichnet „1709“ | D-1-72-116-37 Wikidata  | Ehemaliger Lebzelterladen und Wachszieherei; zeitweise auch „Bilderstüberl“ bzw. Verkaufsraum für Holzschnitte von Fritz Richter |
| Franziskanerplatz 2 (Standort)                                                                           | Hotel, ehemaliges Oberbräuhaus | Dreigeschossiger verputzter Walmdachbau, 1828 | D-1-72-116-38 Wikidata  | Hotel, ehemaliges Oberbräuhaus                                                                                                   |
| Franziskanerplatz 1, 3, 5, 7 (Standort)                                                                  | Franziskaner-Klosterkirche Unsere Liebe Frau am Anger, ehemalige Stiftskirche der Augustinerinnen, seit 1699 Franziskaner-Klosterkirche | Spätgotische zweischiffige Halle mit zwei polygonalen Chorschlüssen und Dachreiter, wohl von Peter Inntzinger, 1488/1519, zwischen beiden Chören eingefügte Marienkapelle mit Dreiseitschluss, 1668/73, nördlicher Fassadenturm 1682; mit Ausstattung Franziskanerkonvent, dreiflügelige Anlage zu zwei Geschossen mit Walmdächern, im Kern um 1400, weitestgehender Neubau 1716/24 Ölbergkapelle, verputzte tiefe Nischenanlage mit verschindeltem Pyramidendach, 1691; mit Ausstattung | D-1-72-116-39 Wikidata  | weitere Bilder |
| Fürstensteinweg 2 (Standort)                                                                             | Felberhaus, seit 1451 als Badhaus erwähnt | Dreigeschossiger Massivbau mit Flachsatteldach, Standerker, Madonnenfresko und Rundbogenportal aus Rotmarmor, 16./17. Jahrhundert | D-1-72-116-42 Wikidata  | weitere Bilder |
| Fürstensteinweg 3 (Standort)                                                                             | Ehemaliger Maierhof von Schloss Fürstenstein | Zweigeschossiger Massivbau mit Schopfwalmdach, bezeichnet mit dem Jahr 1799, bauliche Veränderungen um 1910 | D-1-72-116-43 Wikidata  | Ehemaliger Maierhof von Schloss Fürstenstein                                                                                     |
| Fürstensteinweg 4 (Standort)                                                                             | Wohnhaus, sogenannte Untere Steinbergbehausung | Zweigeschossiger verputzter Flachsatteldachbau mit umlaufender Laube, im Kern 18. Jahrhundert, Veränderungen Mitte 19. Jahrhundert | D-1-72-116-44 Wikidata  | Wohnhaus, sogenannte Untere Steinbergbehausung                                                                                   |
| Fürstensteinweg 10, Lacknergäßchen 1 (Standort)                                                          | Ehemaliger Soleleitungssteg | Holzkonstruktion, 1817, mehrfach erneuert; Bronze-Erinnerungstafel für Georg von Reichenbach | D-1-72-116-48 Wikidata  | weitere Bilder |
| Fürstensteinweg 14 (Standort)                                                                            | Schloss Fürstenstein, ehemaliger Alterssitz des Fürstpropstes von Berchtesgaden, Michael Balthasar Graf von Christalnigg | Dreigeschossiger Satteldachbau mit Zwerchhaus und klassizistischer Putzgliederung, bezeichnet „1758“, verändert Ende 18. Jahrhundert und 1916 Ehemalige Kapelle St. Marien, angefügter Rokokobau mit Satteldach und Dachreiter mit Zwiebelhaube, gleichzeitig; mit Ausstattung | D-1-72-116-46 Wikidata  | weitere Bilder |
| Gmundberg 2 (Standort)                                                                                   | Gmundschloss | Villa, viergeschossiger Bau mit hohen Schopfwalmdächern, Erkern, Lauben und Querhaus mit Satteldach, modern-historisierend, von August Brüchle, 1899/1904 Gartenstützmauer mit Terrassengarten, Stampfbeton, mit Jugendstilelementen und Blendarkaden, gleichzeitig Einfahrtstor mit Fußgängerpforte, Stampfbeton, bezeichnet „1904“ | D-1-72-116-57 Wikidata  | Gmundschloss |
| Hanielstraße 5 (Standort)                                                                                | Villa Doris | Doppelhaus, zwei zweigeschossige Flachsatteldachbauten mit Erkern, durch Zwischenbau mit Dachterrasse und Gartenparterre verbunden, im malerisch-barockisierenden Heimatstil, von Gabriel von Seidl, um 1900; am Haus verschiedene Rotmarmorreliefs, wohl 16. Jahrhundert | D-1-72-116-58 Wikidata  | weitere Bilder |
| Hanielstraße 13 (Standort)                                                                               | Villa Kanzel | Zweigeschossiger Flachsatteldachbau mit Blockbau-Obergeschoss, Lauben und Erkern, Eingang mit Arkaden, im alpenländischen Heimatstil, von August Brüchle, 1899 Eingangsportal, Teile der Ummauerung mit Vasenaufsatz, gleichzeitig | D-1-72-116-59 Wikidata  | Villa Kanzel |
| Hansererweg 7 (Standort)                                                                                 | Bildstock | Abgefaster Marmorpfeiler mit Nischenaufsatz, bezeichnet „1611“ | D-1-72-116-61 Wikidata  | Bildstock |
| Hansererweg 11 (Standort)                                                                                | Beim Gaugl (auch Waldhäusl), ehemaliger Einödhof | Zweigeschossiger Einfirsthof mit Flachsatteldach, Blockbau-Obergeschoss und umlaufender Laube, im Kern 17./18. Jahrhundert | D-1-72-116-62 Wikidata  | Beim Gaugl (auch Waldhäusl), ehemaliger Einödhof                                                                                 |
| Kälbersteinstraße 2 (Standort)                                                                           | Ehemalige Stallungen der Königlichen Villa | Langgestreckter zweigeschossiger Flachsatteldachbau mit Mittelrisalit, Erdgeschoss mit Rundbogenöffnungen, Obergeschoss in Holzständerbauweise, vor 1850 | D-1-72-116-64 Wikidata  | Ehemalige Stallungen der Königlichen Villa                                                                                       |
| Kälbersteinstraße 4 (Standort)                                                                           | Königliche Villa (auch Max-Villa), bis 1918 Sommerresidenz und Jagdsitz, im Auftrag König Maximilians II. nach Plänen von Ludwig Lange 1849–1853 errichtet | Über hoher Substruktion aufragender zweieinhalbgeschossiger Zeltdachbau mit Loggien, reich dekoriert, seitliche Giebelrisalite mit Flachsatteldächern und zweifarbig gestalteten Giebelfeldern, klassizistisch-italienisierend, Plafond-Entwürfe von Eugen Neureuther und Gebrüder Hövemeier 1850/53; mit Ausstattung Ehemaliger Gästetrakt, langgestreckter zweigeschossiger Flachsatteldachbau auf hoher Substruktion, seitliche Risalite mit Lauben, Belvedere-Turm mit flachem Pyramidendach und Wohnturm mit Satteldach, alles mit reicher Holzverkleidung im schweizerhaus Stil, gleichzeitig | D-1-72-116-65 Wikidata  | weitere Bilder |
| Kalvarienberg, Ludwig-Ganghofer-Straße 22 (Standort)                                                     | Kalvarienberg, Anlage mit Kapelle und vier Stationen | Kalvarienbergkapelle, offene Ädikula mit barockem Ziergiebel, 1760; mit Ausstattung Kreuzwegstationen, vier Nischenhäuschen mit Pyramidendach und Putzgliederung, gleichzeitig | D-1-72-116-47 Wikidata  | weitere Bilder |
| Koch-Sternfeld-Straße 26 (Standort)                                                                      | Altes Gasötz, Wohnspeicherhaus des ehemaligen Zwiehofs | Zweigeschossiger verputzter Flachsatteldachbau mit Legschindeln und gewölbtem Hausgang, wohl 18. Jahrhundert | D-1-72-116-67 Wikidata  | Altes Gasötz, Wohnspeicherhaus des ehemaligen Zwiehofs                                                                           |
| Ludwig-Ganghofer-Straße 4 (Standort)                                                                     | Goberhaus, Wohn- und Geschäftshaus, ehemaliges Färberanwesen | Dreigeschossiger Flachsatteldachbau mit seitlichen Quergiebeln und Eisenbalkonen, im Kern 18. Jahrhundert, Umbau und Aufstockung, bezeichnet „1900“ | D-1-72-116-49 Wikidata  | Goberhaus, Wohn- und Geschäftshaus, ehemaliges Färberanwesen                                                                     |
| Ludwig-Ganghofer-Straße 8 (Standort)                                                                     | Hofschafferhaus, Wohnhaus | Dreigeschossiger verputzter Giebelbau mit Flachsatteldach, 17./18. Jahrhundert | D-1-72-116-51 Wikidata  | Hofschafferhaus, Wohnhaus |
| Ludwig-Ganghofer-Straße 16 (Standort)                                                                    | Amorthaus, Wohnhaus | Zweigeschossiger Giebelbau mit flachem Satteldach auf hohem Sockelgeschoss, 16./17. Jahrhundert | D-1-72-116-52 Wikidata  | Amorthaus, Wohnhaus |
| Ludwig-Ganghofer-Straße 18 (Standort)                                                                    | Wohnhaus | Dreigeschossiger giebelständiger Flachsatteldachbau mit zum Teil vorspringender Front, erste Hälfte 19. Jahrhundert | D-1-72-116-53 Wikidata  | Wohnhaus |
| Ludwig-Ganghofer-Straße 22 (Standort)                                                                    | Villa Marienfels, ehemalige Villa Pintsch | Dreigeschossiger Walmdachbau, frei am Steilhang aufragend, mit weit ausladenden Eisenbalkonen und Putzgliederung im Stil der Neurenaissance, von Cremer & Wolffenstein, 1892/93 | D-1-72-116-54 Wikidata  | Villa Marienfels, ehemalige Villa Pintsch                                                                                        |
| Ludwig-Ganghofer-Straße 28 1/2 (Standort)                                                                | Evangelisch-lutherische Christuskirche | Zentralbau über kreuzförmigem Grundriss aus Rotmarmorquadern mit Kreuzdach und Spitzturm, von August Thiersch, 1897/99; mit Ausstattung | D-1-72-116-55 Wikidata  | weitere Bilder |
| Ludwig-Ganghofer-Straße 30-40 (Standort)                                                                 | Siedlungsgenossenschaftliche Wohnanlage | Geschlossene Reihe dreigeschossiger Wohnbauten mit flachen Satteldächern, verbretterten Obergeschossen, Erkern und Lauben, im Heimatstil, um 1925 Rückwärtig zugehörige Holzlegen, gleichzeitig | D-1-72-116-56 Wikidata  | Siedlungsgenossenschaftliche Wohnanlage                                                                                          |
| Marktplatz (Standort)                                                                                    | Marktbrunnen | Mittelpfeiler mit Löwe 1628, polygonales Rotmarmorbecken 1677, Instandsetzung bezeichnet „1860“ | D-1-72-116-75 Wikidata  | weitere Bilder |
| Marktplatz 1 (Standort)                                                                                  | Gasthaus, ehemalige Stiftstaverne | Dreigeschossiger Zweiflügelbau mit Walmdach und klassizistischer Putzgliederung, bezeichnet „1576“, Umbau spätes 19. Jahrhundert, baulich angeschlossene Durchfahrt, sogenannter Neuhausbogen, gleichzeitig | D-1-72-116-72 Wikidata  | Gasthaus, ehemalige Stiftstaverne                                                                                                |
| Marktplatz 2 (Standort)                                                                                  | Ehemaliges Schulhaus, ehemaliges Mauthaus, Umbau zur Schule 1811 | Breitgelagerter dreigeschossiger Giebelbau auf hohem Kellergeschoss mit Flachsatteldach und Freitreppe, im Kern 16./17. Jahrhundert | D-1-72-116-73 Wikidata  | weitere Bilder |
| Marktplatz 3 (Standort)                                                                                  | Hirschenhaus, Wohn- und Geschäftshaus | Ehemals zweigeschossiger Giebelbau mit flachem Satteldach, bezeichnet „1594“, rückseitige Musizierbilder 1610, Umbau, Aufstockung und Erweiterung um runden Eckturm und zweite Giebelfassade von August Thiersch 1894 | D-1-72-116-74 Wikidata  | weitere Bilder |
| Marktplatz 4 (Standort)                                                                                  | Dannerhaus, Wohn- und Geschäftshaus | Dreigeschossiger Giebelbau mit flachem Satteldach, um 1600, Fassadengestaltung frühes 19. Jahrhundert | D-1-72-116-76 Wikidata  | Dannerhaus, Wohn- und Geschäftshaus                                                                                              |
| Marktplatz 5 (Standort)                                                                                  | Wappenstein | Rotmarmor, bezeichnet „1602“ | D-1-72-116-77 Wikidata  | Wappenstein |
| Marktplatz 6 (Standort)                                                                                  | Wohn- und Geschäftshaus | Dreigeschossiger Giebelbau mit Stützpfeilern und rotmarmornem Türstock mit Eselsrücken, im Innern mit spätgotischer Balkendecke, verändert 16./17. Jahrhundert, Dach modern | D-1-72-116-78 Wikidata  | Wohn- und Geschäftshaus |
| Marktplatz 7 (Standort)                                                                                  | Weberhaus, Wohn- und Geschäftshaus | Dreigeschossiger verputzter Giebelbau mit Flachsatteldach und Hochlaube, bezeichnet „1723“ und „1841“ | D-1-72-116-79 Wikidata  | Weberhaus, Wohn- und Geschäftshaus                                                                                               |
| Marktplatz 8 (Standort)                                                                                  | Wohn- und Geschäftshaus | Breiter dreigeschossiger Giebelbau mit flachem Satteldach und Putzgliederung, 1612, Umbau zur Apotheke und rustiziertes Portal, 1852 | D-1-72-116-80 Wikidata  | Wohn- und Geschäftshaus |
| Marktplatz 10 (Standort)                                                                                 | Sojerhaus, Wohn- und Geschäftshaus | Schmaler viergeschossiger Giebelbau mit flachem Satteldach, im Kern 1530 | D-1-72-116-82 Wikidata  | Sojerhaus, Wohn- und Geschäftshaus                                                                                               |
| Marktplatz 11 (Standort)                                                                                 | Kerschbaumerhaus, Wohn- und Geschäftshaus | Viergeschossiger Giebelbau mit flachem Satteldach, 17./18. Jahrhundert, mit Marktplatz 13 einheitlich gestaltete Stuckfassade, um 1820 | D-1-72-116-83 Wikidata  | Kerschbaumerhaus, Wohn- und Geschäftshaus                                                                                        |
| Marktplatz 12 (Standort)                                                                                 | Wohn- und Geschäftshaus | Dreigeschossiger verputzter Giebelbau mit Pultdach, 17./18. Jahrhundert | D-1-72-116-84           | Wohn- und Geschäftshaus |
| Marktplatz 13 (Standort)                                                                                 | Wohn- und Geschäftshaus | Dreigeschossiger Giebelbau mit flachem Satteldach, 17./18. Jahrhundert, mit Marktplatz 11 gemeinsame Stuckfassade, um 1820 | D-1-72-116-85 Wikidata  | Wohn- und Geschäftshaus |
| Marktplatz 14 (Standort)                                                                                 | Wohn- und Geschäftshaus | Viergeschossiger verputzter Giebelbau mit flachem Satteldach, im Kern 17./18. Jahrhundert, Obergeschoss erneuert | D-1-72-116-86 Wikidata  | Wohn- und Geschäftshaus |
| Marktplatz 18 (Standort)                                                                                 | Beim Pfeil (auch Beim Babel), Wohnhaus | Breiter dreigeschossiger Giebelbau mit flachem Satteldach, bezeichnet 1629, klassizistischer Fassaden-Stuck, 19. Jahrhundert | D-1-72-116-88 Wikidata  | Beim Pfeil (auch Beim Babel), Wohnhaus                                                                                           |
| Marktplatz 19 (Standort)                                                                                 | Kaserer-Häuser, Wohn- und Geschäftshaus | Aus zwei Gebäuden bestehender Komplex zu drei Geschossen, teils mit Halbgeschoss, mit flachen Satteldächern, bezeichnet „1759“, im Kern älter, reich stuckierte Fassaden um 1820 | D-1-72-116-89 Wikidata  | Kaserer-Häuser, Wohn- und Geschäftshaus                                                                                          |
| Marktplatz 20 (Standort)                                                                                 | Wohn- und Geschäftshaus | Dreigeschossiger Eckbau mit flachem Satteldach, 18. Jahrhundert, historisierende Fassadengestaltung modern | D-1-72-116-90 Wikidata  | Wohn- und Geschäftshaus |
| Marktplatz 22 (Standort)                                                                                 | Gasthaus Bier Adam | Dreigeschossiger Eckbau mit flachem Satteldach und marmornen Fensterstöcken, 17./18. Jahrhundert | D-1-72-116-91 Wikidata  | Gasthaus Bier Adam |
| Marktplatz 24 (Standort)                                                                                 | Salettl | Kleiner zweigeschossiger Massivbau mit Krüppelwalmdach, 18. Jahrhundert | D-1-72-116-92 Wikidata  | BW |
| Maximilianstraße 5 (Standort)                                                                            | Hafnerhaus, Wohnhaus | Langgestreckter zweigeschossiger Traufseitbau mit Satteldach, im Kern 18. Jahrhundert, Putzgliederung bezeichnet „1909“ | D-1-72-116-94 Wikidata  | Hafnerhaus, Wohnhaus |
| Maximilianstraße 14 (Standort)                                                                           | Wohnhaus | Zweigeschossiger Giebelbau mit Krüppelwalmdach, Putzgliederung und Marienfresko, 1718 | D-1-72-116-95 Wikidata  | weitere Bilder |
| Maximilianstraße 16 (Standort)                                                                           | Hotel Wittelsbach | Dreigeschossiger Hauptbau mit Satteldächern, Risaliten mit Zierfachwerk und dazwischengespannten Balkonen mit schmiedeeiserner Brüstung, im historisierenden Heimatstil, von G. Wenig, 1898 Ehemaliger Speisesaal, zweigeschossiger Neurenaissancebau mit Walmdach, Loggien und vorgelagerter Terrasse, von G. Wenig, 1900, verändert 1901, Aufstockung durch das Baugeschäft Stefan Amort, 1902 Wegkapelle Unserer Lieben Frau, bezeichnet „1669“, durch Hotel überbaut; mit Ausstattung | D-1-72-116-96 Wikidata  | weitere Bilder |
| Maximilianstraße 18 (Standort)                                                                           | Villa Alpenrose | Dreigeschossiger, asymmetrisch gegliederter Gruppenbau mit Schopfwalmdach, Risaliten, Zierfachwerk, Balkonen und Erker, um 1900 | D-1-72-116-319          | Villa Alpenrose |
| Nähe Hanielstraße (Standort)                                                                             | Wegkapelle | Verputzte Nischenanlage mit vorkragendem und verschindeltem Schopfwalmdach, 18. Jahrhundert | D-1-72-116-60 Wikidata  | Wegkapelle |
| Nonntal 1, Rathausplatz 19 (Standort)                                                                    | Ehemaliges Gasthaus | Dreigeschossiger freistehender Bau mit flachem Satteldach, 17./18. Jahrhundert, Fassadengestaltung im Stil des Rokoko 18. Jahrhundert und teilweise erneuert um 1900; Salettl, eingeschossiger Rechteckbau mit Mansardwalmdach und Putzgliederung, 1. Hälfte 19. Jahrhundert | D-1-72-116-100 Wikidata | Ehemaliges Gasthaus |
| Nonntal 3 (Standort)                                                                                     | Ehemalige Krämerei, sogenannte Ladldoffei | Zweigeschossiger Giebelbau mit vorstehendem Flachsatteldach und verspringender Fassade, im Kern 17. Jahrhundert | D-1-72-116-101 Wikidata | Ehemalige Krämerei, sogenannte Ladldoffei                                                                                        |
| Nonntal 4 (Standort)                                                                                     | Katholisches Pfarramt St. Andreas | Stattlicher zweigeschossiger Traufseitbau aus Rotmarmorquadern mit Backsteingliederung und Satteldach, im Stil der Maximilianszeit, von Friedrich von Gärtner, 1841 | D-1-72-116-102 Wikidata | Katholisches Pfarramt St. Andreas                                                                                                |
| Nonntal 5 (Standort)                                                                                     | Ehemaliges Gerichtsschreiberhaus, dann Kanzlerhaus | Dreigeschossiger breitgelagerter Traufseitbau mit Walmdach, im Kern 1560, Fassade klassizistisch gestaltet | D-1-72-116-103 Wikidata | Ehemaliges Gerichtsschreiberhaus, dann Kanzlerhaus                                                                               |
| Nonntal 7 (Standort)                                                                                     | ehemaliges Gasthaus | Dreigeschossiger Giebelbau mit flachem Satteldach, 17./18. Jahrhundert, Fassade mit Neurokoko-Stuck, um 1900 | D-1-72-116-104 Wikidata | ehemaliges Gasthaus |
| Nonntal 9 (Standort)                                                                                     | Wohnhaus | Viergeschossiger Giebelbau mit flachem Satteldach, Fenster- und Türgewände aus Rotmarmor, bezeichnet „1620“, Putzgliederung 20. Jahrhundert | D-1-72-116-105 Wikidata | Wohnhaus |
| Nonntal 11 (Standort)                                                                                    | Wohn- und Geschäftshaus | Dreigeschossiger Giebelbau mit einhüftigem Flachsatteldach, Kniestock und Geschossgliederung, im Kern 17./18. Jahrhundert, verändert um 1900 | D-1-72-116-106 Wikidata | Wohn- und Geschäftshaus |
| Nonntal 13 (Standort)                                                                                    | Wohn- und Geschäftshaus | Dreigeschossiger Giebelbau mit flachem Satteldach, Kniestock und Geschossgliederung, bezeichnet „1652“ | D-1-72-116-108 Wikidata | Wohn- und Geschäftshaus |
| Nonntal 17 (Standort)                                                                                    | Wohnhaus | Breit gelagerter dreigeschossiger Giebelbau mit seitlicher Erweiterung, im Kern 17./18. Jahrhundert, zweites Obergeschoss und Dach erneuert | D-1-72-116-110 Wikidata | Wohnhaus |
| Nonntal 19 (Standort)                                                                                    | Wohnhaus | Kleiner zweigeschossiger Giebelbau mit Satteldach, rustiziertem Sockel und klassizistischer Fassadengliederung, um 1800 | D-1-72-116-111 Wikidata | Wohnhaus |
| Nonntal 21 (Standort)                                                                                    | Wohnhaus | Viergeschossiger verputzter Giebelbau mit flachem Satteldach und Madonnenfresko, im Kern 17./18. Jahrhundert, erneuert 1913 | D-1-72-116-112 Wikidata | Wohnhaus |
| Nonntal 23 (Standort)                                                                                    | Wohnhaus | Breitgelagerter dreigeschossiger Giebelbau mit flachem Satteldach und Geschossbändern, bezeichnet „1723“ | D-1-72-116-113 Wikidata | Wohnhaus |
| Nonntal 25 (Standort)                                                                                    | Wohnhaus | Dreigeschossiger verputzter Giebelbau mit flachem Satteldach und Hausbild, im Kern 17./18. Jahrhundert | D-1-72-116-114 Wikidata | Wohnhaus |
| Nonntal 27 (Standort)                                                                                    | Kreuzigungsgruppe, sogenanntes Schachernkreuz | Lebensgroße barocke Holzfiguren, farbig gefasst, um 1700, in Wohnhaus integrierte Kapellennische 1925 | D-1-72-116-115 Wikidata | Kreuzigungsgruppe, sogenanntes Schachernkreuz                                                                                    |
| Rathausplatz (Standort)                                                                                  | Luitpoldbrunnen | Anlässlich des 100-jährigen Jahrestages der Zugehörigkeit Berchtesgadens zu Bayern errichtet, barockisierende Anlage mit Wandbecken, Bassin, flankierenden Pylonen und Bänken, Sandstein, 1910 Rückwärtige Hangstützmauer aus Sandsteinquadern, bezeichnet „1845“ | D-1-72-116-126 Wikidata | weitere Bilder |
| Rathausplatz 2; Rathausplatz 2 1/2 (Standort)                                                            | Wohn- und Geschäftshaus | Langgestreckter dreigeschossiger Traufseitbau mit Satteldach, Segment- und Rundbogenfenstern, erste Hälfte 19. Jahrhundert | D-1-72-116-116 Wikidata | weitere Bilder |
| Rathausplatz 5 (Standort)                                                                                | Wohnhaus, ehemaliges Kurierbotenhaus, sogenanntes Holleis-Haus | Schmaler zweigeschossiger Bau mit einseitig abgeschlepptem Satteldach, wohl 17. Jahrhundert | D-1-72-116-117 Wikidata | Wohnhaus, ehemaliges Kurierbotenhaus, sogenanntes Holleis-Haus                                                                   |
| Rathausplatz 6 (am Platz des ehemaligen Friedhofs, aufgelassen 1806, seit 2002 Berengarplatz) (Standort) | Kriegerdenkmal zur Erinnerung an die Gefallenen des deutsch-französischen Krieges 1870/71 | Obelisk auf hohem Postament, 1872 | D-1-72-116-119 Wikidata | Kriegerdenkmal zur Erinnerung an die Gefallenen des deutsch-französischen Krieges 1870/71                                        |
| Rathausplatz 6 (Standort)                                                                                | Ehemalige Stiftspfarrkirche St. Andreas, jetzt katholische Pfarrkirche | Einschiffigiger romanischer Saalbau mit Dreiapsidenchor, Walmdach und Westturm, 1397, Turm um 1500 erhöht, Barockisierung und Glockenhaube 1693/1701; mit Ausstattung | D-1-72-116-118 Wikidata | weitere Bilder |
| Rathausplatz 7 (Standort)                                                                                | Wohnhaus, sogenanntes Gegenfurtnerhaus | Dreigeschossiger Giebelbau mit Flachsatteldach und Rotmarmor-Fenstergewänden sowie angefügtem Pultdachbau, 17./18. Jahrhundert | D-1-72-116-120 Wikidata | weitere Bilder |
| Rathausplatz 9, Rathausplatz 7 (Standort)                                                                | Ehemaliges Kanzlerhaus, sogenanntes Mundkochhaus | Dreigeschossiger massiver Mansarddachbau mit Zwerchhaus, 1643, als Bergamtswohnhaus ausgebaut 1842, Giebelfresko des heiligen. Rupertus von Richard Troll, Eisenbalkon und Fassade 1913 Einfriedung, verputzte Gartenmauer aus Bruchstein, 18. Jahrhundert Gartenpavillon, eingeschossiger, nach Süden hin geöffneter Bau mit Mansardwalmdach, im Kern 18. Jahrhundert Hangstützmauer, Quaderwerk aus Kalkstein, bezeichnet „1841“ Ehemaliges Personalwohngebäude mit Garage, zweigeschossiger Satteldachbau, Untergeschoss in Stampfbeton, Obergeschoss holzverschalter Ständerbohlenbau, Anfang 20. Jahrhundert | D-1-72-116-121 Wikidata | weitere Bilder |
| Rathausplatz 13 (Standort)                                                                               | Wohnhaus, sogenanntes Höchenriederhaus | Zweigeschossiger verputzter Giebelbau mit flachem Satteldach, wohl 17. Jahrhundert, stuckierte Fensterumrahmungen 19. Jahrhundert | D-1-72-116-122 Wikidata | Wohnhaus, sogenanntes Höchenriederhaus                                                                                           |
| Rathausplatz 15 (Standort)                                                                               | Wohnhaus | Giebelständiger dreigeschossiger Flachsatteldachbau mit Giebellaube, im Kern 18. Jahrhundert | D-1-72-116-123 Wikidata | Wohnhaus |
| Rathausplatz 17 (Standort)                                                                               | Wohnhaus | Dreigeschossiger verputzter Giebelbau mit flachem Satteldach, Firstpfette bezeichnet „1721“, im späten 19. Jahrhundert überformt | D-1-72-116-124 Wikidata | Wohnhaus |
| Rathausplatz 19 (Standort)                                                                               | Ehemaliges Mesnerhaus | Dreigeschossiger verputzter Giebelbau mit flachem Satteldach, 17./18. Jahrhundert | D-1-72-116-125 Wikidata | Ehemaliges Mesnerhaus |
| Riemergasse 2; Riemergasse 4; Salzburger Straße 29 (Standort)                                            | Bildstock, sog. Pestsäule | Nagelfluhpfeiler mit Laterne aus rotem Kalkstein, bez. 1626, versetzt 1985 | D-1-72-116-322          | BW |
| Salzburger Straße 2 (Standort)                                                                           | Wohnhaus, sogenanntes Wurzbachhaus | Zweigeschossiger Traufseitbau mit Satteldach und Putzgliederung, erste Hälfte 19. Jahrhundert | D-1-72-116-127 Wikidata | Wohnhaus, sogenanntes Wurzbachhaus                                                                                               |
| Salzburger Straße 5 (Standort)                                                                           | Kruzifix, sogenanntes Bruderhauskreuz | Aus Holz, farbig gefasst, Anfang 18. Jahrhundert | D-1-72-116-128 Wikidata | Kruzifix, sogenanntes Bruderhauskreuz                                                                                            |
| Salzburger Straße 8 (Standort)                                                                           | Ehemaliges Handwerkerhaus, sogenanntes Schlosserhaus | Zweigeschossiger verputzter Giebelbau mit Schopfwalmdach, erste Hälfte 19. Jahrhundert | D-1-72-116-129 Wikidata | Ehemaliges Handwerkerhaus, sogenanntes Schlosserhaus                                                                             |
| Salzburger Straße 22 (Standort)                                                                          | Ehemaliges Bauernhaus, sogenanntes Unteres Anzenbachlehen | Breitgelagerte zweigeschossige Einfirstanlage mit flachem Satteldach, Fensterrahmungen und Rundbogenportal aus Rotmarmor, bezeichnet „1686“ | D-1-72-116-131 Wikidata | weitere Bilder |
| Salzburger Straße 23 (Standort)                                                                          | Ehemaliges Wohnstallhaus, sogenanntes Valtlerlehen | Zweigeschossiger Flachsatteldachbau mit Lauben und Putzgliederung, im Kern 17./18. Jahrhundert, Umbau erste Hälfte 19. Jahrhundert | D-1-72-116-154 Wikidata | BW |
| Auf dem Schlossplatz (Standort)                                                                          | Brunnen, sogenannter Kronprinz-Rupprecht-Brunnen | Anlässlich der 150-jährigen Zugehörigkeit Berchtesgadens zu Bayern errichtet, rundes Becken mit Brunnenschale, von Bernhard Bleeker, 1960 | D-1-72-116-141 Wikidata | weitere Bilder |
| Schloßplatz 1½ (Standort)                                                                                | Ehemalige Fronveste | Dreigeschossiger Traufseitbau mit Flachsatteldach, im Kern spätmittelalterlich | D-1-72-116-134 Wikidata | weitere Bilder |
| Schloßplatz 2; Schloßplatz 6 (Standort)                                                                  | Schloss Berchtesgaden, ehemaliger Konvent des um 1102 gegründeten Augustinerchorherrenstifts, ab dem 14. Jahrhundert Residenz des Propstes, ab 1559 dann der Fürstpropstei Berchtesgaden, von 1810 bis 1918 königlich bayerische Sommerresidenz und Jagdschloss | Ehemaliger Konventbau, zwei- bis viergeschossige Dreiflügelanlage mit steilen Satteldächern um romanischen Kreuzgang, Ende 12. Jahrhundert, ausgebaut um 1300 und erste Hälfte 16. Jahrhundert, Ostflügel mit ehemaligem Dormitorium, frühes 14. Jahrhundert, ehemaliger Propstei, der Westseite des Kreuzgangs vorgelegt, 1523–48, Fassadenstuckierung durch Joseph Hepp, 1725, östlicher Südflügel, ehemalige Kanzlei, 16. Jahrhundert, barocke Überformung und Erweiterung um Residenzbau im Westen, dreigeschossig mit Walmdach und Fassadenstuck von Peter Pflauder, 1781/84 Ehemalige Bastion, sogenannter Priesterstein, mittelalterlich, Ausbau zum Barockgarten, mit Hangstützmauern aus Rotmarmorquadern, 17./18. Jahrhundert, Erneuerung Anfang 20. Jahrhundert Ehemaliges Stiftsherrenhaus, sogenanntes Rehbachstöckl, zweigeschossiger verputzter Massivbau mit Mansardwalmdach und Putzgliederung, spätbarock, 1721 Ehemaliges Stiftsherrenhaus, sogenanntes Balbierstöckl, zweigeschossiger Walmdachbau mit Stuckfassade, 1753                                            | D-1-72-116-135 Wikidata | weitere Bilder |
| Schloßplatz 3 (Standort)                                                                                 | Wohn- und Geschäftshaus, sogenanntes Kornmesserhaus | Dreigeschossiger Giebelbau mit Satteldach, 1655, Fassadengestaltung erste Hälfte 19. Jahrhundert | D-1-72-116-136 Wikidata | Wohn- und Geschäftshaus, sogenanntes Kornmesserhaus                                                                              |
| Schloßplatz 4 (Standort)                                                                                 | Bildstock | Abgefaster Pfeiler mit Kapitell und Aufsatz mit pyramidenförmiger Kupferbedachung, Untersberger Marmor, neugotisch, zweite Hälfte 19. Jahrhundert | D-1-72-116-14 Wikidata  | Bildstock |
| Schloßplatz 4 (Standort)                                                                                 | Ehemalige Augustinerchorherren-Stiftskirche, jetzt katholische Pfarrkirche St. Peter und Johannes | Im Kern romanischer Bau, zweite Hälfte 12. Jahrhundert, Doppelturmfassade mit Vorhalle, erste Hälfte 13. Jahrhundert, Ausbau zur dreischiffigen spätgotischen Hallenkirche, um 1510, eingezogener frühgotischer Polygonalchor, vor 1303, Erhöhung und Wölbung des dreischiffigen Langhauses zur Hallenkirche durch Christian Intzinger, um 1470, angefügte Sakristei von 1510 aufgestockt und barockisiert um 1710, neuromanischer Umbau und Erneuerung der Türme durch Heinrich Hübsch, 1856–64; mit Ausstattung | D-1-72-116-137 Wikidata | weitere Bilder |
| Schloßplatz 5, unter den Arkaden (Standort)                                                              | Brunnen | Zwei neugotische Laufbrunnen, Untersberger Marmor, 2. Hälfte 19. Jahrhundert | D-1-72-116-142 Wikidata | weitere Bilder |
| Schloßplatz 5/7 (Standort)                                                                               | Ehemaliger Getreidekasten und Kassierhaus des Stifts, sogenannte Schlossarkaden | Zweieinhalbgeschossiger Massivbau mit flachem Satteldach, aus ehemals zwei Bauten des 14./15. Jahrhunderts zusammengefasst und Anlage der Arkaden 1541/67, Verbindungsbogen zum Schloss im Kern 15. Jahrhundert, Renovierung bezeichnet „1889“, Kriegergedächtnis-Fresko über den Arkaden von Josef Hengge, 1929 | D-1-72-116-138 Wikidata | weitere Bilder |
| Schloßplatz 6 (Standort)                                                                                 | Sogenannte Alte Propstei | Ehemals zwei traufständige zweigeschossige Flachsatteldachbauten, 18. Jahrhundert, zu einem Gebäude vereinheitlicht, erste Hälfte 19. Jahrhundert | D-1-72-116-139 Wikidata | Sogenannte Alte Propstei |
| Schloßplatz 8 (Standort)                                                                                 | Ehemalige Stallmeisterei | Zweigeschossiger verputzter Massivbau mit Walmdach, 17./18. Jahrhundert | D-1-72-116-140 Wikidata | Ehemalige Stallmeisterei |
| Von-Hindenburg-Allee 12, Luitpoldpark (Standort)                                                         | Parkanlage vor der Königlichen Villa, sogenannter Luitpoldhain | Anlässlich der Aufstellung des Luitpold-Denkmals für die Allgemeinheit eröffneter Landschaftsgarten, spätes 19. Jahrhundert Denkmal des Prinzregenten Luitpold, lebensgroße Bronzefigur auf Natursteinpostament, Guss von Ferdinand von Miller, bezeichnet „1893“ | D-1-72-116-63 Wikidata  | weitere Bilder |
| Weihnachtsschützenplatz 4 (Standort)                                                                     | Gasthaus Goldener Bär | Dreigeschossiger langgestreckter Traufseitbau mit flachem Satteldach, verputzter Massivbau, 17./18. Jahrhundert, Fassade erste Hälfte 19. Jahrhundert | D-1-72-116-146 Wikidata | weitere Bilder |
| Weihnachtsschützenplatz 8 (Standort)                                                                     | Wohn- und Geschäftshaus | Dreigeschossiger Traufseitbau mit flachem Satteldach, verputzter Massivbau, Anfang 19. Jahrhundert | D-1-72-116-147 Wikidata | BW |
| Weinfeldweg 12; In Anzenbach; Weinfeldweg (Standort)                                                     | Wohnhaus der ehemaligen Fürstpröpstlichen Meierei, sogenanntes Oberweinfeldlehen | Zweigeschossiger massiver Bau mit Schopfwalmdach, im Kern 17./18. Jahrhundert, hölzerne Balkonausbauten und Verzierungen um 1900 Hofkapelle, sogenannte Weinfeldkapelle, offener Kapellenbildstock mit Satteldach und Schindeldeckung, wohl 1882; mit Ausstattung | D-1-72-116-148 Wikidata | Wohnhaus der ehemaligen Fürstpröpstlichen Meierei, sogenanntes Oberweinfeldlehen                                                 |

### Anzenbach
| Lage                                            | Objekt | Beschreibung | Akten-Nr.               | Bild                          |
| ----------------------------------------------- | --- | --- | ----------------------- | ----------------------------- |
| Am Lockstein 1; Am Lockstein 2 (Standort)       | Ehemaliges Café Lockstein | Breitgelagerter erdgeschossiger Bau mit vorkragendem Halbwalmdach, Laube und hölzernen Giebeln, im Heimatstil, von Georg Zimmermann, 1928; mit Ausstattung Nebengebäude, erdgeschossiger Putzbau mit Krüppelwalmdach, gleichzeitig Aussichtsterrasse, große Plattform aus Werkstein, teilweise auf Substruktion, gleichzeitig                                                                                      | D-1-72-116-149 Wikidata | weitere Bilder                |
| Locksteinstraße 4 (Standort)                    | Hilgerlehen, Zwiehof, Wohnspeicherhaus | Zweigeschossiger Flachsatteldachbau mit Kniestock, Obergeschoss in Blockbauweise, im Kern 18. Jahrhundert Stallstadel, Flachsatteldachbau, Obergeschoss holzverschalt, Firstpfette bezeichnet „1881“ | D-1-72-116-69 Wikidata  | weitere Bilder                |
| Locksteinstraße 19 (Standort)                   | Hilgerkapelle, ehemalige Filialkirche St. Maria-Dorfen, jetzt Kapelle                                                                                  | Barocker Saalbau mit eingezogenem Rechteckchor, Putzgliederung und Chorturm mit Zwiebelhaube, 1725; mit Ausstattung | D-1-72-116-70 Wikidata  | weitere Bilder                |
| Locksteinstraße 33, Naglerlehen (Standort)      | Hofkapelle des Nagllehens | Verputzte Nischenanlage mit Krüppelwalmdach, 19. Jahrhundert; mit Ausstattung | D-1-72-116-151 Wikidata | Hofkapelle des Nagllehens     |
| Rosenhofweg 1 (Standort)                        | Rosenhof (auch Beim Mair), Zwiehof, wohl im 16. Jahrhundert als Pfannhaus (laut Wappengemälde am Haus 1576) errichtet, später fürstpröpstliche Meierei | Wohnspeicherhaus, großer, ehemals eingeschossiger Putzbau mit marmornen Fenstergewänden und Rundbogenportal, 17./18. Jahrhundert, Aufstockung um zwei Obergeschosse und Ausbau zur Pension mit Flachsatteldach und Lauben, im Heimatstil, um 1900 Stallstadel, zweigeschossiger verputzter Flachsatteldachbau, im Kern 18. Jahrhundert Remise, eingeschossiger Flachsatteldachbau, letztes Viertel 19. Jahrhundert | D-1-72-116-153 Wikidata | weitere Bilder                |
| Nähe Rosenhofweg 2 (Standort)                   | Wegkreuz, sog. Rosenhof-Kreuz | aus Holz, farbig gefasst, Ende 19. Jh. | D-1-72-116-315          | Wegkreuz, sog. Rosenhof-Kreuz |
| Salzburger Straße, Nähe Wachterpoint (Standort) | Gollenbachkreuz | Wegkapelle mit sogenanntem Gollenbachkreuz; große weit geöffnete Nischenanlage mit Schopfwalmdach, bezeichnet mit „1788“, versetzt 1968; mit Ausstattung | D-1-72-116-244 Wikidata | Gollenbachkreuz               |
| Schablweg 19 (Standort)                         | Schwarnlehen, ehemaliges Wohnspeicherhaus des Zwiehofs                                                                                                 | Zweigeschossiger verputzter Massivbau mit flachem Satteldach, bezeichnet „1685“, verändert erste Hälfte 19. Jahrhundert Hauskreuz in Kasten, aus Holz, farbig gefasst, erste Hälfte 18. Jahrhundert | D-1-72-116-156 Wikidata | weitere Bilder                |
| Schroffenbergallee 6 (Standort)                 | Schloss Adelsheim, ab 1796 Hauptsalzamt, jetzt Museum, von Stiftsdekan Degenhart Neuchinger errichtetes Renaissance-Schloss                            | Zweigeschossiger Halbwalmdachbau mit Mittelrisalit und Putzgliederung, 1614 Gartenpavillon, kleiner ehemaliger offener Zeltdachbau, 18. Jahrhundert | D-1-72-116-143 Wikidata | weitere Bilder                |

### Maria Gern
| Lage                                                 | Objekt                                                                        | Beschreibung | Akten-Nr.               | Bild                                                                          |
| ---------------------------------------------------- | ----------------------------------------------------------------------------- | --- | ----------------------- | ----------------------------------------------------------------------------- |
| Gerner Straße, Unterklapflehen (Standort)            | Hofkapelle des Unterklapflehens                                               | Kleiner verputzter Bau mit verschindeltem Satteldach, Ende 17./Anfang 18. Jahrhundert; mit Ausstattung | D-1-72-116-160 Wikidata | Hofkapelle des Unterklapflehens                                               |
| Gerner Straße (Standort)                             | Hofkapelle des sog. Fendtlehen                                                | Kleiner verputzter Rechteckbau mit flachem Walmdach und Dachreiter, 1877; mit Ausstattung | D-1-72-116-312          | Hofkapelle des sog. Fendtlehen                                                |
| Gerner Straße 12 (Standort)                          | Gedenksäule, sogenannte Wassersäule zur Erinnerung an das Hochwasser von 1705 | Aus Rotmarmor mit bildstockartigem Aufsatz und Zeltdach, bezeichnet „1705“ | D-1-72-116-252 Wikidata | Gedenksäule, sogenannte Wassersäule zur Erinnerung an das Hochwasser von 1705 |
| Gerner Straße 14 (Standort)                          | Seidenlehen, ehemaliger Einödhof                                              | Zweigeschossige Einfirstanlage mit flachem Satteldach und Lauben, um 1860/80 Hauskruzifix, aus Holz, farbig gefasst, gleichzeitig | D-1-72-116-251 Wikidata | Seidenlehen, ehemaliger Einödhof                                              |
| Gerner Straße 17 (Standort)                          | Pestsäule                                                                     | 19. Jahrhundert, mit Bildhäuschen aus Rotmarmor, 17. Jahrhundert | D-1-72-116-159 Wikidata | BW                                                                            |
| Kirchplatz 1; Kirchplatz; Nähe Kirchplatz (Standort) | Katholische Wallfahrtskirche Maria Gern                                       | Barocker Saalbau auf ovalem Grundriss mit angefügter Sakristei und Fassadenturm, 1708/10 an Stelle einer Vorgängerkapelle, Turmerhöhung 1723; mit Ausstattung Ölbergkapelle, Putzbau mit geschwungenem Zeltdach, 1710, Stuckierung, 1725; mit Ausstattung Sogenannte Pestsäule mit Aufsatz und Zeltdach, Rotmarmor, bezeichnet „1719“ | D-1-72-116-253 Wikidata | weitere Bilder                                                                |
| Kirchplatz 5 (Standort)                              | Hauskreuz                                                                     | Kruzifix und Muttergottes aus dem 18. Jahrhundert vom ehemaligen Fluchthäusl an Neubau übernommen | D-1-72-116-250 Wikidata | Hauskreuz                                                                     |
| Klammweg 3 (Standort)                                | Fendtleiten-Lehen                                                             | Breiter zweigeschossiger Putzbau mit flachem Satteldach, am Stubentram bezeichnet „1685“, im Kern wohl älter, mit barockem Hauskruzifix Feldkreuz am Aufgang zum Hof, zweite Hälfte 19. Jahrhundert | D-1-72-116-257 Wikidata | Fendtleiten-Lehen                                                             |
| Klammweg 21 (Standort)                               | Saghäusl, Wohnhaus                                                            | Zweigeschossiger Putzbau mit flachem Satteldach, 1842/43 | D-1-72-116-258 Wikidata | Saghäusl, Wohnhaus                                                            |
| Kneifelspitzweg 1 (Standort)                         | Schusterlehen                                                                 | Zwiehof, altertümliches Wohnspeicherhaus, erdgeschossiger Blockbau mit Flachsatteldach, Legschindeln und Kniestock, 16. Jahrhundert Stallstadel, erdgeschossiger Blockbau mit flachem Legschindeldach, 17./18. Jahrhundert Getreidekasten, zweigeschossiger Blockbau mit vorkragendem Oberteil und Flachsatteldach, 17. Jahrhundert   | D-1-72-116-260 Wikidata | Schusterlehen                                                                 |
| Rabensteiner Weg 3 (Standort)                        | Rabensteinlehen                                                               | Zwiehof, Wohnspeicherhaus, zweigeschossiger Flachsatteldachbau mit Blockbau-Obergeschoss, Erdgeschoss mit Gewölben, bezeichnet „1635“ Stadel, Holzständerbau mit flachem Satteldach, wohl 18. Jahrhundert | D-1-72-116-261 Wikidata | BW                                                                            |
| Rabensteiner Weg 5 (Standort)                        | Bischoflehen, Einödhof                                                        | Zweigeschossige Einfirstanlage mit flachem Satteldach, umlaufender Laube und Hochlaube, 1823 | D-1-72-116-262 Wikidata | BW                                                                            |
| Untersbergweg 10 (Standort)                          | Mitter-Untersberglehen, ehemaliger Einödhof                                   | Zweigeschossiges Wohnspeicherhaus mit flachem Satteldach, Blockbau-Obergeschoss und umlaufender Laube, bezeichnet „1729“ | D-1-72-116-192 Wikidata | Mitter-Untersberglehen, ehemaliger Einödhof                                   |

### Metzenleiten
| Lage                          | Objekt                                                                                            | Beschreibung | Akten-Nr.               | Bild                                                                                              |
| ----------------------------- | ------------------------------------------------------------------------------------------------- | --- | ----------------------- | ------------------------------------------------------------------------------------------------- |
| Maria am Berg 15 (Standort)   | Katholische Filialkirche St. Maria am Berg                                                        | Neubarocker Saalbau mit polygonalem Chor, Dachreiter mit Zwiebelhaube und Narthex, 1932; mit Ausstattung | D-1-72-116-161 Wikidata | weitere Bilder                                                                                    |
| Metzenleitenweg 1 (Standort)  | Villa Alpenruhe (auch Stöhr-Schlössl), ehemaliges Landhaus für Prinzessin Mathilde von Waldenburg | Schlichter zweigeschossiger Flachsatteldachbau in Form eines Einfirtshofs, von Carl Lorenz, bezeichnet „1859“, Ausbau zum zweigeschossigen Gruppenbau mit steilen Satteldächern, Erkertürmchen mit Spitzhelmen und Risaliten durch Martin Gropius 1861/64, weiterer burgähnlicher Ausbau mit Bergfried und Aufstockung 1897 Ehemaliges Ateliergebäude, querrechteckiger erdgeschossiger Walmdachbau mit weit vorgezogenem Zwerchhaus und neuklassizistischer Putzgliederung, um 1860 | D-1-72-116-152 Wikidata | Villa Alpenruhe (auch Stöhr-Schlössl), ehemaliges Landhaus für Prinzessin Mathilde von Waldenburg |
| Metzenleitenweg 39 (Standort) | Hausknechtlehen, ehemaliger Einödhof                                                              | Wohnspeicherhaus des Zwiehofs, erdgeschossiger Blockbau mit flachem Satteldach und Hochlaube, bezeichnet „1592“ Ehemaliger Getreidekasten, zweigeschossiger Blockbau mit flachem Satteldach und vorkragendem Obergeschoss, bezeichnet „1817“ | D-1-72-116-162 Wikidata | BW                                                                                                |

### Mitterbach
| Lage                             | Objekt                                                   | Beschreibung | Akten-Nr.               | Bild |
| -------------------------------- | -------------------------------------------------------- | --- | ----------------------- | ---- |
| Rennweg 2 (Standort)             | Altschiedlehen, ehemaliges Wohnspeicherhaus des Zwiehofs | Zweigeschossiger Flachsatteldachbau mit Blockbau-Obergeschoss und umlaufender Laube, 17./18. Jahrhundert | D-1-72-116-166 Wikidata | BW   |
| Rennweg 9 (Standort)             | Landhaus Schiedköpfl                                     | Malerischer zweigeschossiger Massivbau mit Halbwalmdach, Quergiebel, Lauben und gartenseitiger Loggia, im barockisierenden Heimatstil, um 1910                                                                                         | D-1-72-116-167 Wikidata | BW   |
| Roßötz (Standort)                | Bildstock                                                | gefaster Pfeiler mit Bildhäuschen, Rotmarmor, 18. Jh. | D-1-72-116-320          | BW   |
| Waldhofweg 16 (Standort)         | Landhaus, sog. Villa Waldhof                             | im Stil eines Bauernhauses gestalteter zweigeschossiger Flachsatteldachbau mit Blockbau-Obergeschoss und umlaufender Laube, Hochlaube, Standerker sowie kleinem Anbau, im Heimatstil, von Gabriel von Seidl, 1910, im Innern erneuert. | D-1-72-116-311          | BW   |
| Waltenbergerstraße 48 (Standort) | Sieglerlehen, ehemaliges Wohnspeicherhaus des Zwiehofs   | Zweigeschossiger Flachsatteldachbau mit Blockbau-Obergeschoss und umlaufender Laube, 17./18. Jahrhundert Klaubstein-Feldmauern, gleichzeitig                                                                                           | D-1-72-116-170 Wikidata | BW   |
| Waltenbergerstraße 57 (Standort) | Feldkasten des Maurerlehens                              | Zweigeschossiger Blockbau mit flachem Legschindeldach und vorkragendem Obergeschoss, 18. Jahrhundert | D-1-72-116-171 Wikidata | BW   |
| Waltenbergerstraße 69 (Standort) | Pfenniglehen, Wohnteil des Bauernhauses                  | Zweigeschossiger Flachsatteldachbau mit Blockbauobergeschoss und Laube, erste Hälfte 19. Jahrhundert, im Kern älter | D-1-72-116-172 Wikidata | BW   |

### Oberau
| Lage                                          | Objekt                                              | Beschreibung | Akten-Nr.               | Bild                                    |
| --------------------------------------------- | --------------------------------------------------- | --- | ----------------------- | --------------------------------------- |
| Gmerk 10 (Standort)                           | Bauernhaus                                          | Einfirstanlage, zweigeschossiger Flachsatteldachbau mit verbrettertem Blockbau-Obergeschoss, zweite Hälfte 19. Jahrhundert unter Zweitverwendung von älterem Baumaterial, bezeichnet „1766“ | D-1-72-116-174 Wikidata | BW                                      |
| Gmerk 18 (Standort)                           | Vorderrennhäusl, ehemaliges Austragshaus            | Zweigeschossiger Putzbau mit Krüppelwalmdach und Laube, Ende 18./Anfang 19. Jahrhundert | D-1-72-116-175 Wikidata | BW                                      |
| Gmerk 30 (Standort)                           | Ehemaliges Austragshaus                             | zweigeschossiger verschindelter Satteldachbau mit Kniestock und Hochlaube, in Blockbauweise 1926 | D-1-72-116-299          | BW                                      |
| Gmerk 32 (Standort)                           | Weiglhofhäusl, ehemaliger Kleinbauernhof            | Zweigeschossiger Blockbau mit Flachsatteldach und umlaufender Laube, bezeichnet „1730“ | D-1-72-116-177 Wikidata | BW                                      |
| In der Lärch 1 (Standort)                     | Unterlerchlehen, Bauernhaus                         | Erdgeschossiger Flachsatteldachbau mit Blockbau-Kniestock und Scharschindeldeckung, 17./18. Jahrhundert, Umbau bezeichnet „1894“ | D-1-72-116-178 Wikidata | BW                                      |
| Kirchplatz 1 (Standort)                       | Katholische Pfarrkirche Heilige Familie             | Neubarocker Saalbau mit eingezogenem Polygonalchor, Westapsis, Vorzeichen und angefügter Sakristei sowie südlichem Flankenturm mit Zwiebelhaube, von Franz Rank, 1905/08; mit Ausstattung Friedhofsmauer, gleichzeitig | D-1-72-116-207 Wikidata | Katholische Pfarrkirche Heilige Familie |
| Kirchplatz 3 (Standort)                       | Ehemaliger Pfarrhof                                 | Erdgeschossige Anlage mit Mansardwalmdach und seitlichen Risaliten, in neubarocker Formensprache, um 1925 | D-1-72-116-208 Wikidata | BW                                      |
| Lindenweg 10 (Standort)                       | Wegkapelle                                          | Verputzter Bau mit Schopfwalmdach, zweite Hälfte 19. Jahrhundert | D-1-72-116-209 Wikidata | Wegkapelle                              |
| Lindenweg 27 (Standort)                       | Lindenlehen                                         | Wohnteil des ehemaligen Bauernhauses, zweigeschossiger verputzter Flachsatteldachbau und zum Teil marmornen Gewänden, Firstpfette bezeichnet „1667“ Ehemaliges Zuhaus, kleiner erdgeschossiger Putzbau mit Kniestock und flachem Satteldach, zweite Hälfte 19. Jahrhundert | D-1-72-116-211 Wikidata | BW                                      |
| Roßfeldstraße 6/8 (Standort)                  | Kainlehen, ehemaliges Wohnspeicherhaus des Zwiehofs | Zweigeschossiger Putzbau mit flachem Satteldach, marmornen Gewänden und Legschindeldach, 1611 | D-1-72-116-215 Wikidata | BW                                      |
| Roßfeldstraße 41, Roßfeldstraße 43 (Standort) | Draxlehen, ehemaliger Einödhof                      | Wohnspeicherhaus des Zwiehofs, zweigeschossiger verputzter Massivbau mit flachem Satteldach und marmornen Fenstergewänden, bezeichnet „1505“, verändert im 18. Jahrhundert Bauernhaus, zum Teil mit Rotmarmor-Fenstergewänden, Giebelfeld geschrotet, 16./17. Jahrhundert Stallstadel, langgestreckter zweigeschossiger Flachsatteldachbau mit massivem Erdgeschoss, bezeichnet „1724“ | D-1-72-116-180 Wikidata | BW                                      |
| Roßfeldstraße 70 (Standort)                   | Hatzenlehen, ehemaliger Einödhof                    | Zweigeschossiger gemauerter Einfirsthof mit flachem Satteldach, Anfang 19. Jahrhundert | D-1-72-116-298          | BW                                      |
| Roßfeldstraße 74 (Standort)                   | Jagerlehen, ehemaliger Einödhof                     | Zweigeschossiger Flachsatteldachbau mit Blockbau-Obergeschoss und umlaufender Laube, bezeichnet „1678“ | D-1-72-116-181 Wikidata | BW                                      |
| Roßfeldstraße 117 (Standort)                  | Feldkapelle, zum Madllehen gehörig                  | Kleiner Putzbau mit Schopfwalmdach, schindelgedeckt, bezeichnet „1788“, erneuert 1993 | D-1-72-116-183 Wikidata | BW                                      |
| Roßfeldstraße 132 (Standort)                  | Stangerlehen, Einödhof                              | Zweigeschossiger verputzter Einfirsthof mit flachem Satteldach und Hochlaube, im Kern 18. Jahrhundert, Umbau bezeichnet „1865“ | D-1-72-116-185 Wikidata | BW                                      |
| Schwarzenlehen (Standort)                     | Bildstock,                                          | mit Satteldach, 19. Jh. | D-1-72-116-297          | BW                                      |
| Wildmoos 71 (Standort)                        | Kaillehen, ehemaliges Wohnspeicherhaus              | Zweigeschossiger Flachsatteldachbau mit Blockbau-Obergeschoss und Lauben, bezeichnet 1679, Umbau erste Hälfte 19. Jahrhundert | D-1-72-116-187 Wikidata | BW                                      |
| Wildmoos 113 (Standort)                       | Vorderschwarzen-Lehen, ehemaliges Doppelbauernhaus  | Zweigeschossiger Putzbau mit flachem Satteldach und Blockbau-Obergeschoss, im Kern 17./18. Jahrhundert, verändert erste Hälfte 19. Jahrhundert | D-1-72-116-190 Wikidata | BW                                      |

### Obersalzberg
| Lage | Objekt                                                                             | Beschreibung | Akten-Nr.               | Bild           |
| --- | ---------------------------------------------------------------------------------- | --- | ----------------------- | -------------- |
| Antenbergweg 1 (Standort)                                                                                              | Ehemaliges Atelierhaus Speer                                                       | Eingeschossiger Satteldachbau auf Werksteinsockel, mit vorkragendem Giebel als holzverschalte Fachwerkkonstruktion, in Formen des alpenländischen NS-Heimatstils; mit abgesetztem Nebengebäude; von Albert Speer, 1936 | D-1-72-116-270 Wikidata | BW             |
| Antenbergweg 2 (Standort)                                                                                              | Ehemaliges Wohnhaus des Malers Georg Waltenberger, später bewohnt von Albert Speer | Zweigeschossiger Blockbau mit weit überstehendem Schopfwalmdach und Zwerchhaus, in Formen des Schweizerhaus-Stils, nach 1894 Umbau des Vorgängerbaus zur Künstlerwohnung, 1939 Umbau für Albert Speer | D-1-72-116-276 Wikidata | BW             |
| Hintereck 2 (Standort)                                                                                                 | Hotel zum Türken                                                                   | Zweigeschossiger Flachsatteldachbau mit verschaltem Obergeschoss, in Formen des alpenländischen Heimatstils erbaut, 1911, im Kern um 1630, mit Umbauten zur Zentrale des Reichssicherheitsdienstes, von Alois Degano, 1935/36 Quer angeschlossener Seitenflügel, zweigeschossiger Satteldachbau über Resten des Vorgängerbaus, 1950–58 Bunker, mehrgeschossige verzweigte Stollenanlage, als Teil des ausgedehnten Obersalzberg-Bunkersystems, 1944/45 Einfriedung mit Wachhäuschen, Natursteinmauerwerk, eingeschossiger Zeltdachbau, von Alois Degano, 1935/36 | D-1-72-116-269 Wikidata | weitere Bilder |
| Hintereck 9; Klingeck; Hintereck 1; Nähe Antenbergweg; In Obersalzberg; In Untersalzberg; Salzbergstraße 45 (Standort) | System aus Luftschutzbunkern und -stollen in Obersalzberg                          | Weit verzweigte, nur zum Teil miteinander verbundene Luftschutzeinrichtungen im gesamten Kernbereich von Obersalzberg, in unterschiedlichen Längen, Breiten und Tiefen angelegt, teilweise ausgebaut, teilweise im Rohbau bzw. Rohausbruch, von 1943 bis 1945, aus folgenden Bestandteilen bestehend: Sogenannter Berghofbunker, sogenannter Bormannbunker, sogenannter Kommandostollen, sogenannter Gästehausbunker, zusammenhängendes weit verzweigtes Bunkersystem für den Zentralbereich von Obersalzberg, mit Kavernen zur Schutz- und Wohnnutzung, sowie militärischer Hauptquartiersnutzung, vollständig fertiggestellt Sogenannter SS-Stollen, als Zuflucht- und Waffenlager für die Wachmannschaft und SS-Angehörigen in Obersalzberg erbaut, zwischen dem Gästehausstollen und der ehemaligen SS-Kaserne, zum Großteil im Rohausbruchzustand Sogenannter Göringbunker, separat angelegter Bunker für Hermann Göring, vom Göring-Landhaus bis zur Göring-Adjutantur reichend, ohne Verbindung zu den übrigen Bunkern, vollständig fertiggestellt Sogenannter Hintereckstollen, von Hintereck nach Klaushöhe reichender Stollen, zur Aufnahme der Bewohner der Siedlungen Hintereck und Klaushöhe, nur zum Teil fertiggestellt Sogenannter Antenbergstollen, im Arbeiterlager Antenberg angelegter verzweigter Stollen mit drei Zugängen, in verschiedenen Ausbauphasen erhalten, diente als Fluchttunnel des Arbeiterlagers Antenberg Sogenannter Gutshofstollen, breiter Tiefbunker mit zwei Einfahrten und einer großen Wendeschleife, im Rohausbruchzustand Sogenannter Obertalstollen, Tiefbunker, vom Obertal zum Bormannbunker hin führend, im Rohausbruchzustand | D-1-72-116-290 Wikidata | weitere Bilder |
| Hintereck 9 (Standort)                                                                                                 | Ehemalige Adjutantur von Hermann Göring, heute Wohnhaus                            | Zweigeschossiger verputzter Flachsatteldachbau in Hanglage, in Formen des NS-Heimatstils, mit Rundbogen-Türeinfassung aus Werkstein, wohl von Alois Degano, um 1938 | D-1-72-116-275 Wikidata | BW             |
| Hintereck 11, 13, 15 (Standort)                                                                                        | Siedlung Hintereck, ehemalige Bedienstetensiedlung des Führergebiets Obersalzberg  | Drei Häuser einer ehemals aus vier Bauten bestehenden Baugruppe mit Vorplatz, Freitreppen und Hangstützmauern, zweigeschossige verputzte Flachsatteldachbauten mit Natursteintürgewänden und Sockel, in Formen des NS-Heimatstils, mit Türeinfassungen aus Werkstein, von Roderich Fick, 1937 bis 1940, ein Haus nach dem Zweiten Weltkrieg verkürzt und verändert wiederaufgebaut | D-1-72-116-279 Wikidata | BW             |
| Hintereck 21, am Gipfel des Kehlsteins (Standort)                                                                      | Kehlsteinhaus                                                                      | Repräsentationsbau des NS-Regimes mit Nebenanlagen nach Gesamtentwurf von Roderich Fick 1937 bis 1939 errichtet, aus den drei folgenden Teilen bestehend: Kehlsteinhaus, als sogenanntes Teehaus für Adolf Hitler erbaut, seit 1952 Berggasthaus, eingeschossiger rechteckiger Flachsatteldachbau aus Granitwerksteinquadern mit angesetzter achteckiger Halle im Nordwesten und quadratischer Stube im Südwesten, an der Südseite überdeckter Wandelgang, im Norden Sonnenterrasse und Freitreppenanlage zum Kehlsteinfußweg Kehlsteintunnel, vom Kehlsteinparkplatz 124 m langer Tunnel in das Berginnere, tonnengewölbt mit monumentalem Werksteinportal, kreuzgewölbter Eingangshalle und überkuppelter Wartehalle, 124 m hoher Aufzugsschacht mit messingverkleideter Aufzugskabine, in das Kehlsteinhaus, im Westen Betriebs- und Versorgungsstollen; mit technischer Ausstattung Kehlsteinfußweg, asphaltierter Weg vom Kehlsteinparkplatz zum Kehlsteinhaus | D-1-72-116-288 Wikidata | weitere Bilder |
| Hintereck 21; Kehlsteinstraße; Scharitzkehl; B 319; Salzbergstraße; Riemertiefe; Hintereck 6 (Standort)                | Kehlsteinstraße                                                                    | Hochalpine Bergstraße von Hintereck zum Kehlsteinparkplatz am Fuß des Kehlsteingipfels, mit Ingenieurbauten, auf 7 km Länge 700 Höhenmeter überwindend und bis 1700 m Höhe führend, unter besonderer Berücksichtigung der natürlichen Einbettung der Straße in die Landschaft Mit Überresten der NS-zeitlichen Zufahrtsmauer und dem nachkriegszeitlichen Fahrkartenverkaufshäuschen, der ersten Abfahrtsstelle zum Kehlstein Steinbogenbrücke über die Scharitzkehlstraße Fünf Tunnel einschließlich Tunnelköpfe Planung der Gesamtanlage unter Fritz Todt und Alwin Seifert, 1937–1938; zusammen mit dem Kehlsteinhaus errichtet | D-1-72-116-289 Wikidata | weitere Bilder |
| Obersalzberg (Standort)                                                                                                | Obertägig sichtbare Mauerzüge des sogenannten Berghofs                             | Sichtbare Mauerzüge des durch Luftangriff am 25. April 1945 schwer beschädigten und am 30. April 1952 gesprengten sogenannten Berghofs Adolf Hitlers Hangstützmauern im Süden in Massivbetonbauweise und Einfahrtseinfriedung im Nordosten aus Bruchsteinmauerwerk, von Alois Degano, 1935/36, erweitert von Roderich Fick ab 1938 | D-1-72-116-274 Wikidata | weitere Bilder |
| Salzbergstraße 33 (Standort)                                                                                           | Stalltrakte und Ökonomiegebäude des ehemaligen NS-Mustergutshofs                   | Anlage aus hakenförmig angeordneten eingeschossigen Flachsatteldachbauten, zum Teil mit freiliegenden gewölbten Untergeschossen Terrassierung und Zufahrt der Gutshofanlage mit Toren und Brücken, Hof mit hoher Stützmauer und Rampen; von Roderich Fick, 1936 bis 1940 Zugehörig Holzschuppen auf Bruchsteinsockel, gleichzeitig | D-1-72-116-271 Wikidata | BW             |
| Salzbergstraße 43 (Standort)                                                                                           | Bauliche Anlagen des 1999/2000 abgebrochenen Platterhofs                           | Terrassenhalle, eingeschossiger großzügig durchfensterter Flachsatteldachbau mit östlich anschließendem Arkadengang, von Hermann Giesler, 1940/41, Querbau 1950er Jahre Terrassenstützmauern und Freitreppenanlagen des ehemaligen Platterhofs, Werksteinquadermauerwerk, von Roderich Fick, 1939–1941 | D-1-72-116-280 Wikidata | weitere Bilder |
| Scharitzkehl (Standort)                                                                                                | Rundumkaser der Ligeretalm                                                         | Kasstöckl erdgeschossiger verputzter Massivbau mit dreiseitig geöffnetem Umgang unter weit heruntergezogenem Flachsatteldach, wohl Ende 18. Jahrhundert | D-1-72-116-291 Wikidata | BW             |

### Resten
| Lage                             | Objekt                  | Beschreibung | Akten-Nr.               | Bild |
| -------------------------------- | ----------------------- | --- | ----------------------- | ---- |
| Am Sattl 7 (Standort)            | Altes Hansenlehen       | Ehemaliger Einödhof, Einfirstanlage, zweigeschossiger Blockbau mit Flachsatteldach, 17. Jahrhundert, Stube ausgemauert und Erweiterung erste Hälfte 19. Jahrhundert, Dachwerk 1876 Hofkapelle, sogenannte Sattl-Kapelle, kleiner Holzständerbau mitverschindeltem Satteldach, wohl 1870/80; mit Ausstattung | D-1-72-116-193 Wikidata | BW   |
| Am Sattl 23 (Standort)           | Backhaus des Auerlehens | Kleiner verputzter Satteldachbau,zweite Hälfte 19. Jahrhundert | D-1-72-116-264 Wikidata | BW   |
| Obersalzbergstraße 84 (Standort) | Hofreitlehen            | Wohnspeicherhaus des ehemaligen Zwiehofs, zweigeschossiger Flachsatteldachbau mit Blockbau-Obergeschoss, 17./18. Jahrhundert | D-1-72-116-198 Wikidata | BW   |

### Unterau
| Lage                                      | Objekt                           | Beschreibung | Akten-Nr.               | Bild |
| ----------------------------------------- | -------------------------------- | --- | ----------------------- | ---- |
| Auer Straße 17, Auer Straße 19 (Standort) | Koppenleiten-Lehen               | Ehemaliges Wohnspeicherhaus, zweigeschossiger Flachsatteldachbau mit Lauben, Fenster- und Türgewände teils aus Rotmarmor,im Kern 17./18. Jahrhundert, von Georg Zimmermann nach Brand als Landhaus im Heimatstil ausgebaut und erweitert, 1911       | D-1-72-116-202 Wikidata | BW   |
| Brochenbergweg 1 (Standort)               | Brochenbergkapelle               | Wegkapelle, verputzter Schopfwalmdachbau, 1825; mit Ausstattung | D-1-72-116-205 Wikidata | BW   |
| Brochenbergweg 12 (Standort)              | Brochenberglehen                 | Wohnspeicherhaus des ehemaligen Einödhofs, zweigeschossiger Putzbau mit flachem Satteldach und kleiner Laube, im Kern 17. Jahrhundert, ausgebaut erste Hälfte 19. Jahrhundert; im 18./19. Jahrhundert Herstellungsort der Brochenberg-Bauernschränke | D-1-72-116-206 Wikidata | BW   |
| Lippenbichl (Standort)                    | Zellergrabenkapelle              | Wegkapelle, barocker Satteldachbau mit eingezogenem Dreiseitschluss und Putzgliederung, 18. Jahrhundert, Dachreiter jünger; mit Ausstattung | D-1-72-116-203 Wikidata | BW   |
| Salzburger Straße 117 (Standort)          | Ludlerlehen, ehemaliger Einödhof | Zweigeschossiger Blockbau, erdgeschossig verputzt, Einfirstanlage mit Flachsatteldach und Laube, teils mit Legschindeln, 18. Jahrhundert, verändert erste Hälfte 19. Jahrhundert                                                                     | D-1-72-116-218 Wikidata | BW   |

### Untersalzberg I
| Lage                                                  | Objekt                                                                           | Beschreibung | Akten-Nr.               | Bild |
| ----------------------------------------------------- | -------------------------------------------------------------------------------- | --- | ----------------------- | ---- |
| Königsallee 4 (Standort)                              | Ehemaliges Austragshaus der sogenannten Kilianmühle, sogenanntes Kilianmühlhäusl | Zweigeschossiger Putzbau mit Flachsatteldach, erste Hälfte 19. Jahrhundert                                          | D-1-72-116-223 Wikidata | BW   |
| Salzburger Straße 41; Salzburger Straße 45 (Standort) | Bildstock, sogenannte Kiliansmarter                                              | Quadratischer Pfeiler mit Nischenaufsatz, bezeichnet „1755“                                                         | D-1-72-116-224 Wikidata | BW   |
| Salzburger Straße 56 (Standort)                       | Einödhof, ehemaliges Scharfrichterhaus, sogenanntes Freimannlehen                | Zweigeschossige verputzte Einfirstanlage mit Satteldach und Hochlaube, 17./18. Jahrhundert, Umbau bezeichnet „1853“ | D-1-72-116-225 Wikidata | BW   |
| Salzburger Straße 56 (Standort)                       | Freimannkreuz                                                                    | Historische Ausstattung, Anfang 18. Jahrhundert; in modernem Kapellenbau                                            | D-1-72-116-226 Wikidata | BW   |
| Stollenweg 3 (Standort)                               | Erste und zweite Rösche des König-Ludwig-I-Stollens                              | Zwei ausgemauerte Tunnel, Haustein, ca. 500 m zwischen Untersalzberg I und Resten, bezeichnet „1844“                | D-1-72-116-228 Wikidata | BW   |

### Untersalzberg II
| Lage                                                                                       | Objekt                                                             | Beschreibung | Akten-Nr.               | Bild                           |
| ------------------------------------------------------------------------------------------ | ------------------------------------------------------------------ | --- | ----------------------- | ------------------------------ |
| Am Frauenberg 1 (Standort)                                                                 | Landhaus                                                           | Vornehmer zweigeschossiger Walmdachbau, Anfang 19. Jahrhundert Parkartige Gartenanlage, Ende 19. Jahrhundert Nebengebäude, zweigeschossiger Blockbau mit Satteldach, um 1900 | D-1-72-116-230 Wikidata | weitere Bilder                 |
| Am Frauenberg 3 (Standort)                                                                 | Wohnhaus, sogenanntes Neuhäusl                                     | Zweigeschossiger Flachsatteldachbau mit Kniestock und Blockbau-Obergeschoss, bezeichnet „1706“ | D-1-72-116-231 Wikidata | Wohnhaus, sogenanntes Neuhäusl |
| Petersberg; Mieslötzweg 18; Nähe Am Frauenberg; Wiesenweg 26; Bergwerkstraße 81 (Standort) | Stollenanlagen des Salzbergwerks Berchtesgaden                     | Weitläufiger Untertagebau seit 1193, durch das Anschlagen des Petersberg-Stollens gegründet Mundloch des Petersberg-Stollens, angelegt 1517, Gestaltung mit großen Sandsteinquadern, bezeichnet „1844“ Mundloch des Ferdinandsberg-Stollens, angelegt 1628, offene Halle aus Rotmarmorquadern mit Walmdach und Wandbrunnen, bezeichnet „1840“ Mundloch des Frauenberg-Stollens, Wappenrelief aus Marmor anlässlich des Stollenanschlags, bezeichnet „1559“, Ausmauerung mit Kalkbruchstein, bezeichnet „1828/33“, im Innern des Stadels, bezeichnet „1814“ und „1844“ Mundloch des König-Ludwigsberg-Stollens, aus Rotmarmorquadern, bezeichnet „1828“ Mundloch der Wasserleitung, sogenannte Moserrösche, Verkleidung mit Rotmarmorquadern, Mitte 19. Jahrhundert Mundloch der Wasserleitung, sogenannte Petersbergrösche, angelegt 1723, Mundloch mit roten Marmorquadern, bezeichnet „1840“ | D-1-72-116-234 Wikidata | weitere Bilder                 |
| Bergwerkstraße 81 (Standort)                                                               | Ehemaliges Bergwerksgebäude des Salzbergwerks Berchtesgaden        | Zweigeschossiger Walmdachbau mit seitlichen erdgeschossigen Flügeln auf hoher Substruktion, aus unverputzten Rotmarmorquadern, im Rundbogenstil, um 1840 | D-1-72-116-233 Wikidata | weitere Bilder                 |
| Bergwerkstraße 81 (Standort)                                                               | Pulverturm des Salzbergwerks                                       | Rundturm aus Rotmarmorquadern mit flachem Kegeldach, zweite Hälfte 19. Jahrhundert | D-1-72-116-246 Wikidata | Pulverturm des Salzbergwerks   |
| Mieslötzweg 1 1/2 (Standort)                                                               | Feldkreuz                                                          | Mit gefasstem Holz-Korpus, 18. Jahrhundert | D-1-72-116-245 Wikidata | BW                             |
| Mieslötzweg 15 (Standort)                                                                  | Wohnspeicherhaus des ehemaligen Einödhofs, sogenannter Mieslhof    | Zweigeschossiger Flachsatteldachbau mit Putzgliederung, Mitte 19. Jahrhundert | D-1-72-116-236 Wikidata | BW                             |
| Mieslötzweg 29 (Standort)                                                                  | Bauernhaus, sogenanntes Mausbichl-Lehen                            | Zweigeschossiger Flachsatteldachbau mit Legschindeln und Hochlaube, im Kern 17./18. Jahrhundert, Umbau und Dacherneuerung bezeichnet „1823“ Hofkapelle, kleiner verputzter Walmdachbau, bezeichnet „1736“; mit Ausstattung | D-1-72-116-237 Wikidata | BW                             |
| Rennweg 19 (Standort)                                                                      | Feldkasten des sogenannten Perlerlehens                            | Zweigeschossiger Blockbau mit flachem Satteldach, 17./18. Jahrhundert Hofkapelle, kleine verputzte Nischenanlage mit Krüppelwalmdach, bezeichnet „1918“; mit Ausstattung | D-1-72-116-239 Wikidata | BW                             |
| Rennweg 21 (Standort)                                                                      | Hofkapelle des sogenannten Rennlehens                              | Verputzter Kapellenbildstock, 19./20. Jahrhundert, vorstehendes Krüppelwalmdach modern | D-1-72-116-240 Wikidata | BW                             |
| Nähe Salzbergstraße (Standort)                                                             | Bildstock                                                          | Abgefaster Pfeiler mit Nischenaufsatz, Rotmarmor, zweite Hälfte 16. Jahrhundert | D-1-72-116-266 Wikidata | BW                             |
| Waltenbergerstraße 31; Angerer; Nähe Waltenbergerstraße; Waltenbergerstraße 33 (Standort)  | Stallstadel des sogenannten Angererlehens                          | Holzbau mit flachem Satteldach, wohl 18. Jahrhundert | D-1-72-116-247 Wikidata | BW                             |
| Waltenbergerstraße 36 (Standort)                                                           | Wohnspeicherhaus des ehemaligen Zwiehofs, sogenanntes Donisenlehen | Zweigeschossiger Flachsatteldachbau mit Blockbau-Obergeschoss und umlaufender Laube, bezeichnet „168?“ Hofkapelle, kleiner verputzter Rechteckbau mit verschindeltem Satteldach und halbrundem Schluss, 19./20. Jahrhundert | D-1-72-116-248 Wikidata | BW                             |
| Waltenbergerstraße 44 (Standort)                                                           | Villa Ottenstein                                                   | Herrschaftlicher zweigeschossiger Putzbau mit Schopfwalmdach, Loggien und Balkonen, im barockisierenden Heimatstil, von Georg Zimmermann, 1907/08 Parkähnlicher Villengarten, gleichzeitig | D-1-72-116-168 Wikidata | BW                             |
| Waltenbergerstraße 46; Otten (Standort)                                                    | Zwiehof, sogenanntes Ottenlehen                                    | Wohnspeicherhaus, zweigeschossiger Flachsatteldachbau, 18./19. Jahrhundert, im Innern erneuert Stallstadel, Flachsatteldachbau mit holzverschaltem Obergeschoss, 18./19. Jahrhundert Feldkasten in Blockbauweise, Obergeschoss vorkragend, 18. Jahrhundert; Feldmauer aus Klaubstein, gleichzeitig | D-1-72-116-169 Wikidata | BW                             |

## Ehemalige Baudenkmäler
In diesem Abschnitt sind Objekte aufgeführt, die früher einmal in der Denkmalliste eingetragen waren, jetzt aber nicht mehr. Objekte, die in anderem Zusammenhang – also z. B. als Teil eines Baudenkmals – weiter eingetragen sind, sollen hier nicht aufgeführt werden. Aktennummern in diesem Abschnitt sind ehemalige, jetzt nicht mehr gültige Aktennummern.

| Lage                                                     | Objekt                                                    | Beschreibung | Akten-Nr.                                        | Bild                                          |
| -------------------------------------------------------- | --------------------------------------------------------- | --- | ------------------------------------------------ | --------------------------------------------- |
| Berchtesgaden Doktorberg 2 (Standort)                    | Wohnhaus, sogenanntes Ederhaus                            | Breitgelagerter dreigeschossiger Bau, verputzt, mit Flachsatteldach, 18. Jahrhundert, Untergeschosse wohl noch älter; im Inneren Holzbalkendecken | D-1-72-116-25 Wikidata                           | Wohnhaus, sogenanntes Ederhaus                |
| Berchtesgaden Doktorberg 24 (Standort)                   | Wohnhaus                                                  | Dreigeschossiger Massivbau mit Krüppelwalmdach, Ende 18. Jahrhundert, Balkonausbauten und nördlich angefügtes Nebengebäude mit flachem Satteldach und Mittelrisalit um 1900                                                                            | D-1-72-116-34 Wikidata                           | Wohnhaus                                      |
| Berchtesgaden Ludwig-Ganghofer-Straße 6 (Standort)       | Lämmerhäusl, Zuhaus zum Hofschafferhaus Nr. 8             | Aus der Straßenflucht zurückgesetzt, mit Flachsatteldach, wohl 18. Jahrhundert | D-1-72-116-50 Wikidata                           | Lämmerhäusl, Zuhaus zum Hofschafferhaus Nr. 8 |
| Berchtesgaden Salzbergstraße 1 (Standort)                | Wohnhaus                                                  | Dreigeschossiger Bau, First bezeichnet mit dem Jahr „1797“ | D-1-72-116-241 Wikidata                          | BW                                            |
| Berchtesgaden Salzburger Straße 17 (Standort)            | Wohnhaus                                                  | Zweigeschossiger giebelständiger Satteldachbau mit Putzgliederung, biedermeierlich, bezeichnet „1843“ | D-1-72-116-130 Wikidata                          | Wohnhaus                                      |
| Anzenbach Locksteinstraße 33 (Standort)                  | Bauernhaus des ehemaligen Zwiehofs, sogenanntes Nagllehen | Zweigeschossiger verputzter Massivbau mit flachem Satteldach, Mitte 19. Jahrhundert | D-1-72-116-150 Wikidata                          | BW                                            |
| Anzenbach Schablweg 3 (Standort)                         | Oberschabl-Lehen, Bauernhaus                              | Obergeschoss verputzter Blockbau, steinerne Fenster- und Türgewände, 17./18. Jahrhundert | D-1-72-116-155 Wikidata                          | BW                                            |
| Hintergern Almbachweg 3 (Standort)                       | Schwaigerlehen                                            | Blockbau-Obergeschoss um 1950 erneuert, Flachsatteldach, 17./18. Jahrhundert | D-1-72-116-157 Wikidata                          | BW                                            |
| Hintergern Bichlweg 2 (Standort)                         | Vorderebenlehen, ehemaliges Bauernhaus                    | Zweigeschossiger Blockbau, bezeichnet mit dem Jahr „1679“ | D-1-72-116-158 Wikidata                          | BW                                            |
| Metzenleiten Metzenleitenweg 53 (Standort)               | Kneifllehen, Bauernhaus                                   | Blockbau, angeblich 1664, First bezeichnet mit dem Jahr „1850“ Getreidekasten, Blockbau, ausgebaut als Zuhaus, 17./18. Jahrhundert | D-1-72-116-163 Wikidata                          | BW                                            |
| Mitterbach Waltenbergerstraße 70 (Standort)              | Grafllehen, Zwiehof                                       | Sehr hoch gelegenes Wohnhaus mit Flachsatteldach, 18./19. Jahrhundert | D-1-72-116-173 Wikidata                          | BW                                            |
| Oberau Gmerk 20 (Standort)                               | Bauernhaus                                                | Obergeschoss in Blockbauweise, 17./18. Jahrhundert | D-1-72-116-176 Wikidata                          | BW                                            |
| Oberau Lärchecker Weg 29 (Standort)                      | Bauernhaus                                                | Erdgeschossiger Blockbau, zum Teil ausgemauert, 17./18. Jahrhundert, vielleicht älter | D-1-72-116-179 Wikidata                          | BW                                            |
| Oberau Lindenweg 27 (Standort)                           | Zuhaus zum Lindenlehen                                    | 19. Jahrhundert | D-1-72-116-210, nun integriert in D-1-72-116-211 | BW                                            |
| Oberau Roßfeldstraße 90 (Standort)                       | Leitenlehen, Bauernhaus                                   | Obergeschoss in Blockbauweise, 17./18. Jahrhundert | D-1-72-116-182 Wikidata                          | BW                                            |
| Oberau Roßfeldstraße 126 (Standort)                      | Langerlehen, Bauernhaus                                   | Mit Schopfwalmdach, Ende 18./Anfang 19. Jahrhundert | D-1-72-116-184 Wikidata                          | BW                                            |
| Oberau Roßfeldstraße 140; am alten Roßfeldweg (Standort) | Gasthaus Pechhäusl                                        | mit Schopfwalmdach, Ende 18./Anfang 19. Jahrhundert | D-1-72-116-186 Wikidata                          | BW                                            |
| Oberau Sattlweg 6 (Standort)                             | Austragshaus                                              | Obergeschoss in Blockbauweise, 17./18. Jahrhundert | D-1-72-116-199 Wikidata                          | BW                                            |
| Oberau Wildmoos 95 (Standort)                            | Zuhaus zum Steinbichllehen                                | Blockbau, 1621 | D-1-72-116-188 Wikidata                          | BW                                            |
| Oberau Wildmoos 99 (Standort)                            | Steinbichlhäusl                                           | Bauernhaus mit Schopfwalmdach, 1710 | D-1-72-116-189 Wikidata                          | BW                                            |
| Obergern Obergerner Weg 23 (Standort)                    | Obersommerau-Lehen, Bauernhaus                            | Mit gezimmertem Obergeschoss, 1618, hakenförmig angebauter Stallstadel | D-1-72-116-191 Wikidata                          | Obersommerau-Lehen, Bauernhaus                |
| Resten In der Resten 45 (Standort)                       | Lackmühle                                                 | Obergeschoss-Blockbau, 17. Jahrhundert | D-1-72-116-194 Wikidata                          | BW                                            |
| Resten Obersalzbergstraße 66 (Standort)                  | Marosenlehen; Bauernhaus                                  | altertümlicher zweigeschossiger Blockbau, zum Teil schindelgedeckt, 17. Jahrhundert oder älter | D-1-72-116-195 Wikidata                          | BW                                            |
| Resten Obersalzbergstraße 80 (Standort)                  | Bernegglehen, Bauernhaus                                  | Altertümlicher Blockbau, erdgeschossig, 17. Jahrhundert | D-1-72-116-197 Wikidata                          | BW                                            |
| Unterau Auer Straße 28 (Standort)                        | Zellergrabenmühle und Bäckerei                            | Urtümliches Haus, modern bezeichnet mit dem Jahr „1452“, Eingangsseite mit Vordach (Anbauten modern) | D-1-72-116-204 Wikidata                          | BW                                            |
| Unterau Reckensbergstraße 4 (Standort)                   | Kleines Wohnhaus                                          | Blockbau-Obergeschoss verputzt, 17./18. Jahrhundert barocker Haus-Kruzifixus | D-1-72-116-212 Wikidata                          | BW                                            |
| Unterau Riemerweg 20 (Standort)                          | Riemerlehen, Zwiehof; Bauernhaus                          | Obergeschoss-Blockbau, 17./18. Jahrhundert, erneuert | D-1-72-116-213 Wikidata                          | BW                                            |
| Unterau Riemerweg 30 (Standort)                          | Leitenlehen, Bauernhaus                                   | Obergeschoss-Blockbau, 17./18. Jahrhundert | D-1-72-116-214 Wikidata                          | BW                                            |
| Unterau Weißensteiner Weg 5 (Standort)                   | Wohnhaus, zur Sägmühle gehörig                            | Biedermeierlicher Putzbau mit Schopfwalmdach, erste Hälfte 19. Jahrhundert | D-1-72-116-219 Wikidata                          | BW                                            |
| Unterau Weißensteiner Weg 28/30 (Standort)               | Oberes Hienleitenlehen, ehemaliger Einödhof               | Zweigeschossiges verputztes Wohnstallhaus mit flachem Satteldach und verschaltem Giebel, 18. Jahrhundert Austragshaus, zweigeschossiger Putzbau mit Satteldach und in die Hauswand eingelassener Kapellennische, wohl 18. Jahrhundert; mit Ausstattung | D-1-72-116-221 Wikidata                          | BW                                            |
| Unterau Weißensteiner Weg 28 (Standort)                  | Oberhienleitenhäusl, Austragshaus                         | Mit steilem Satteldach, 19. Jahrhundert, mit in die Hauswand eingelassener Kapellennische; mit Ausstattung | D-1-72-116-220 nun integriert in D-1-72-116-221  | BW                                            |
| Untersalzberg I An der Schießstätte 9 (Standort)         | Gasthaus Schießstätte                                     | Zweigeschossiger massiver Bau mit Walmdach, Anfang 19. Jahrhundert | D-1-72-116-232 Wikidata                          | BW                                            |
| Untersalzberg II Mausbichl (Standort)                    | Mausbichl-Kapelle                                         | Mit Walmdach, bezeichnet mit dem Jahr „1736“; mit Ausstattung | D-1-72-116-238 nun integriert in D-1-72-116-237  | BW                                            |
| Untersalzberg II Nähe Am Frauenberg (Standort)           | Salzstadel des Bergwerks                                  | In Blockbauweise und massiv, Oberteil verlattet, bezeichnet mit „1814“ und „1844“ | D-1-72-116-265 nun integriert in D-1-72-116-234  | BW                                            |
| Untersalzberg II Salzbergstraße 9 (Standort)             | Oberengerei-Lehen, kleines Bauernhaus                     | Wohl erste Hälfte 19. Jahrhundert | D-1-72-116-242 Wikidata                          | BW                                            |
| Untersalzberg II Salzbergstraße 28 (Standort)            | Rottenlehen, ehemaliges Bauernhaus                        | Blockbau-Obergeschoss verputzt, wohl 18. Jahrhundert | D-1-72-116-243 Wikidata                          | BW                                            |
| Untersalzberg II Wiesenweg 26 (Standort)                 | Bergwerksschacht, König Ludwigsberg                       | Gemauert, Stollenmund in Rotmarmor, bezeichnet mit dem Jahr „1825“ | D-1-72-116-227 nun integriert in D-1-72-116-234  | BW                                            |
| Vordergern Kirchplatz 2 (Standort)                       | Inschrifttafel                                            | Bezeichnet mit dem Jahr „1869“ | D-1-72-116-254 Wikidata                          | BW                                            |
| Vordergern Klammweg 21 (Standort)                        | Ehemalige Säge                                            | Holzbau, 19. Jahrhundert | D-1-72-116-259 Wikidata                          | BW                                            |

## Abgegangene Baudenkmäler
In diesem Abschnitt sind Objekte aufgeführt, die früher einmal in der Denkmalliste eingetragen waren, jetzt aber nicht mehr existieren, z. B. weil sie abgebrochen wurden. Aktennummern in diesem Abschnitt sind ehemalige, jetzt nicht mehr gültige Aktennummern.

| Lage                                | Objekt   | Beschreibung | Akten-Nr.               | Bild     |
| ----------------------------------- | -------- | --- | ----------------------- | -------- |
| Berchtesgaden Nonntal 15 (Standort) | Wohnhaus | Breitgelagerter dreigeschossiger Bau, 17./18. Jahrhundert, Mittelteil mit Schopfwalm Ende 18. Jahrhundert, seitlich Pultdächeranbauten | D-1-72-116-109 Wikidata | Wohnhaus |